# Championnat du monde de hockey sur glace 2022
Navigation
Lettonie 2021 Finlande et Lettonie 2023
Le championnat du monde masculin de hockey sur glace 2022 a lieu du 13 au 29 mai 2022 dans les villes finlandaises de Tampere et Helsinki.

## Évènements autour de la compétition
À la suite de l'Invasion de l'Ukraine par la Russie en 2022, l'IIHF a décidé le 28 février 2022 d'exclure la Russie et la Biélorussie de toutes les compétitions.
Ces 2 équipes faisant partie de la division élite, elles sont remplacées par la France et l'Autriche qui avaient été reléguées lors de l'édition 2019 (l'édition 2020 avait été annulée en raison de la pandémie de Covid-19 et il n'y a pas eu de relégation en 2021).
En raison de la promotion de la France et de l'Autriche, il ne reste que 4 équipes dans la division IA. De ce fait, la Lituanie est promue de la division IB vers la IA afin que les tournois de ces deux divisions se jouent avec 5 équipes au lieu de 6.

## Format de la compétition
Le Championnat du monde de hockey sur glace masculin est un ensemble de plusieurs tournois regroupant les nations en fonction de leur niveau. Les meilleures équipes disputent le titre dans la division Élite. Cette division regroupe 16 équipes réparties en deux groupes de 8 qui disputent un tour préliminaire. Les 4 premiers de chaque groupe sont qualifiés pour les quarts de finale et le dernier de chaque groupe est relégué en division IA.
Pour les autres divisions, les équipes s’affrontent entre elles et, à l'issue de cette compétition, le premier est promu dans la division supérieure et le dernier est relégué dans la division inférieure, sauf en Division IV, échelon le plus bas où il n'y a pas de relégation.
Lors des phases de poule, les points sont attribués ainsi :
- 3 points pour une victoire dans le temps réglementaire ;
- 2 points pour une victoire en prolongation ou aux tirs de fusillade ;
- 1 point pour une défaite en prolongation ou aux tirs de fusillade ;
- aucun point pour une défaite dans le temps réglementaire.

## Division Élite

### Patinoires
| \| Helsinki Tampere \| Localisation des villes de Helsinki et Tampere en Finlande. |
| Helsinki Tampere                                                                   |

| Helsinki                              | Tampere                       |
|                                       |                               |
| Patinoire d'Helsinki Capacité : 8 200 | Nokia Arena Capacité : 13 455 |

### Officiels
32 arbitres et juges de lignes ont été désignés pour officiers lors de la compétition :
| Arbitres | Arbitres | Juges de ligne | Juges de ligne                                                                                                |
| --- | --- | --- | --- |
| Miroslav Stolc Jeff Ingram Fraser Lawrence Robin Šír Mads Frandsen Lassi Heikkinen Kristian Vikman Pierre Dehaen | Marian Rohatsch Andris Ansons Roy Stian Hansen Peter Staňo Mikael Nord Linus Öhlund Sean MacFarlane Jake Rekuchi | Elias Seewald Maxime Chaput Nathan van Oosten Josef Špůr Andreas Krøyer Tommi Niittylä Hannu Sormunen Nicolas Constantineau | Jonas Merten Daniel Beresford Dāvis Zunde Šimon Synek Emil Yletyinen David Obwegeser Nick Briganti Jake Davis |

### Équipes
Chaque équipe est constituée au minimum de 15 joueurs et 2 gardiens et, au maximum, de 22 joueurs et 3 gardiens.

### Tour préliminaire
Le groupe principal regroupe 16 équipes, réparties en deux groupes (entre parenthèses le classement IIHF 2021) :
| Groupe A (à Helsinki) - Allemagne (5) - Canada (1), tenant du titre - Danemark (12) - France (15) - Italie (17) - Kazakhstan (13) - Slovaquie (9) - Suisse (8) | Groupe B (à Tampere) - Autriche (18) - États-Unis (4) - Finlande (2), pays hôte - Grande-Bretagne (16) - Lettonie (10) - Norvège (11) - Suède (7) - Tchéquie (6) |

#### Groupe A

##### Matchs
| 13 mai | France | 2-4 (0-1, 2-2, 0-1) | Slovaquie | Patinoire d'Helsinki 3 731 spectateurs |

| Feuille de match | Feuille de match                                                        | Feuille de match        | Feuille de match | Feuille de match                                                                          |
| ---------------- | ----------------------------------------------------------------------- | ----------------------- | --- | ----------------------------------------------------------------------------------------- |
|                  | - Rech (Boudon) — 26 min 6 s Perret (Claireaux, Auvitu) — 32 min 49 s - | 0-1 0-2 1-2 2-2 2-3 2-4 | Regenda (Grman, Roman) — 10 min 23 s Tatar (Slafkovský, Lantoši) — 21 min 54 s (SN) - Takáč (Liška, Nemec) — 38 min 3 s Regenda (Slafkovský, Čerešňák) — 59 min 52 s (CV) | Arbitrage : Lassi Heikkinen Jake Rekuchi Juges de lignes : Daniel Beresford Elias Seewald |
| Buysse           | Gardiens                                                                | Rybár                   | | Arbitrage : Lassi Heikkinen Jake Rekuchi Juges de lignes : Daniel Beresford Elias Seewald |
| 10 min           | Pénalités                                                               | 4 min                   | | Arbitrage : Lassi Heikkinen Jake Rekuchi Juges de lignes : Daniel Beresford Elias Seewald |
| 18               | Tirs                                                                    | 28                      | | Arbitrage : Lassi Heikkinen Jake Rekuchi Juges de lignes : Daniel Beresford Elias Seewald |

| 13 mai | Allemagne | 3-5 (0-2, 1-3, 2-0) | Canada | Patinoire d'Helsinki 4 632 spectateurs |

| Feuille de match | Feuille de match | Feuille de match                | Feuille de match | Feuille de match                                                            |
| ---------------- | --- | ------------------------------- | --- | --------------------------------------------------------------------------- |
|                  | - Michaelis (Seider, Pföderl) — 27 min 24 s - Plachta (Stützle, Seider) — 41 min 13 s (2 SN) Seider (Stützle, Pföderl) — 52 min 35 s (2 SN) | 0-1 0-2 1-2 1-3 1-4 1-5 2-5 3-5 | Sillinger (Anderson, Lowry) — 8 min 6 s Dubois — 17 min 22 s - Dubois (Roy, Batherson) — 31 min 37 s (SN) Johnson (Mercer, Chabot) — 33 min 39 s (SN) Gregor (Comtois, Sanheim) — 52 min 35 s - | Arbitrage : Andris Ansons Robin Šír Juges de lignes : Jake Davis Josef Špůr |
| Grubauer         | Gardiens | Thompson                        | | Arbitrage : Andris Ansons Robin Šír Juges de lignes : Jake Davis Josef Špůr |
| 6 min            | Pénalités | 8 min                           | | Arbitrage : Andris Ansons Robin Šír Juges de lignes : Jake Davis Josef Špůr |
| 21               | Tirs | 27                              | | Arbitrage : Andris Ansons Robin Šír Juges de lignes : Jake Davis Josef Špůr |

| 14 mai | Danemark | 9-1 (3-0, 4-0, 2-1) | Kazakhstan | Patinoire d'Helsinki 3 035 spectateurs |

| Feuille de match | Feuille de match | Feuille de match                                | Feuille de match                          | Feuille de match                                                                     |
| ---------------- | --- | ----------------------------------------------- | ----------------------------------------- | ------------------------------------------------------------------------------------ |
|                  | Bjorkstrand (Bau Hansen, Larsen) — 2 min 3 s Scheel — 3 min 59 s Blichfeld (Ehlers, M. Lauridsen) — 4 min 51 s (SN) Storm (Ehlers, Jensen Aabo) — 22 min 26 s (SN) Jakobsen (Aagaard) — 26 min 22 s Blichfeld (Ehlers, M. Lauridsen) — 29 min 54 s (SN) Larsen (Bau Hansen, M. Lauridsen) — 39 min 36 s (JS) Regin (O. Lauridsen, Storm) — 40 min 43 s Blichfeld (M. Lauridsen, Bau Hansen) — 50 min 3 s (SN) - | 1-0 2-0 3-0 4-0 5-0 6-0 7-0 8-0 9-0 9-1         | - Savitski (Chestakov) — 58 min 37 s (IN) | Arbitrage : Andris Ansons Pierre Dehaen Juges de lignes : Tommi Niittylä Dāvis Zunde |
| Dahm             | Gardiens | Choutov (26 min 22 s) Roumanitsev (33 min 38 s) |                                           | Arbitrage : Andris Ansons Pierre Dehaen Juges de lignes : Tommi Niittylä Dāvis Zunde |
| 8 min            | Pénalités | 16 min                                          |                                           | Arbitrage : Andris Ansons Pierre Dehaen Juges de lignes : Tommi Niittylä Dāvis Zunde |
| 37               | Tirs | 26                                              |                                           | Arbitrage : Andris Ansons Pierre Dehaen Juges de lignes : Tommi Niittylä Dāvis Zunde |

| 14 mai | Suisse | 5-2 (3-0, 1-0, 1-2) | Italie | Patinoire d'Helsinki 3 641 spectateurs |

| Feuille de match | Feuille de match | Feuille de match            | Feuille de match                                                                          | Feuille de match                                                                    |
| ---------------- | --- | --------------------------- | ----------------------------------------------------------------------------------------- | ----------------------------------------------------------------------------------- |
|                  | Malgin (Simion, Siegenthaler) — 49 s Thürkauf (Corvi, Siegenthaler) — 17 min 5 s Ambühl (Siegenthaler, Scherwey) — 19 min 42 s Thürkauf (Kurashev, Scherwey) — 26 min 20 s - Hischier (Meier, Bertschy) — 58 min 20 s - | 1-0 2-0 3-0 4-0 4-1 5-1 5-2 | - Glira (Hannoun, McNally) — 48 min 40 s - Hannoun (S. Kostner, Petan) — 58 min 52 s (SN) | Arbitrage : Roy Stian Hansen Peter Staňo Juges de lignes : Elias Seewald Josef Špůr |
| Berra            | Gardiens | Bernard                     |                                                                                           | Arbitrage : Roy Stian Hansen Peter Staňo Juges de lignes : Elias Seewald Josef Špůr |
| 4 min            | Pénalités | 4 min                       |                                                                                           | Arbitrage : Roy Stian Hansen Peter Staňo Juges de lignes : Elias Seewald Josef Špůr |
| 47               | Tirs | 14                          |                                                                                           | Arbitrage : Roy Stian Hansen Peter Staňo Juges de lignes : Elias Seewald Josef Špůr |

| 14 mai | Slovaquie | 1-2 (0-0, 1-2, 0-0) | Allemagne | Patinoire d'Helsinki 4 387 spectateurs |

| Feuille de match | Feuille de match                           | Feuille de match | Feuille de match                                        | Feuille de match                                                                         |
| ---------------- | ------------------------------------------ | ---------------- | ------------------------------------------------------- | ---------------------------------------------------------------------------------------- |
|                  | - Pospíšil (Jánošík, Tamáši) — 31 min 15 s | 0-1 0-2 1-2      | Plachta — 21 min 34 s Pföderl (Noebels) — 26 min 41 s - | Arbitrage : Lassi Heikkinen Linus Öhlund Juges de lignes : Hannu Sormunen Emil Yletyinen |
| Rybár            | Gardiens                                   | Grubauer         |                                                         | Arbitrage : Lassi Heikkinen Linus Öhlund Juges de lignes : Hannu Sormunen Emil Yletyinen |
| 6 min            | Pénalités                                  | 4 min            |                                                         | Arbitrage : Lassi Heikkinen Linus Öhlund Juges de lignes : Hannu Sormunen Emil Yletyinen |
| 29               | Tirs                                       | 16               |                                                         | Arbitrage : Lassi Heikkinen Linus Öhlund Juges de lignes : Hannu Sormunen Emil Yletyinen |

| 15 mai | Italie | 1-6 (1-1, 0-3, 0-2) | Canada | Patinoire d'Helsinki 2 616 spectateurs |

| Feuille de match | Feuille de match                            | Feuille de match            | Feuille de match | Feuille de match                                                                          |
| ---------------- | ------------------------------------------- | --------------------------- | --- | ----------------------------------------------------------------------------------------- |
|                  | Pietroniro (McNally, Frigo) — 12 min 57 s - | 1-0 1-1 1-2 1-3 1-4 1-5 1-6 | - Sanheim (Severson, Anderson) — 15 min 50 s Anderson (Mayo, Lowry) — 28 min 15 s Roy (Dubois, Graves) — 35 min 14 s Johnson (Chabot, Barzal) — 37 min 30 s Mayo (Comtois, Mercer) — 42 min 49 s Gregor (Mercer) — 54 min 54 s (IN) | Arbitrage : Pierre Dehaen Roy Stian Hansen Juges de lignes : Daniel Beresford Dāvis Zunde |
| Fazio            | Gardiens                                    | Driedger                    | | Arbitrage : Pierre Dehaen Roy Stian Hansen Juges de lignes : Daniel Beresford Dāvis Zunde |
| 2 min            | Pénalités                                   | 8 min                       | | Arbitrage : Pierre Dehaen Roy Stian Hansen Juges de lignes : Daniel Beresford Dāvis Zunde |
| 12               | Tirs                                        | 30                          | | Arbitrage : Pierre Dehaen Roy Stian Hansen Juges de lignes : Daniel Beresford Dāvis Zunde |

| 15 mai | France | 2-1 (0-1, 2-0, 0-0) | Kazakhstan | Patinoire d'Helsinki 1 801 spectateurs |

| Feuille de match | Feuille de match                                                                   | Feuille de match | Feuille de match                           | Feuille de match                                                                  |
| ---------------- | ---------------------------------------------------------------------------------- | ---------------- | ------------------------------------------ | --------------------------------------------------------------------------------- |
|                  | - Texier (Gallet) — 32 min 31 s Chakiachvili (Texier, T. Bozon) — 39 min 35 s (SN) | 0-1 1-1 2-1      | Orekhov (Mikhaïlis, Blacker) — 5 min 8 s - | Arbitrage : Robin Šír Peter Staňo Juges de lignes : Tommi Niittylä Emil Yletyinen |
| Buysse           | Gardiens                                                                           | Choutov          |                                            | Arbitrage : Robin Šír Peter Staňo Juges de lignes : Tommi Niittylä Emil Yletyinen |
| 2 min            | Pénalités                                                                          | 4 min            |                                            | Arbitrage : Robin Šír Peter Staňo Juges de lignes : Tommi Niittylä Emil Yletyinen |
| 23               | Tirs                                                                               | 27               |                                            | Arbitrage : Robin Šír Peter Staňo Juges de lignes : Tommi Niittylä Emil Yletyinen |

| 15 mai | Danemark | 0-6 (0-1, 0-4, 0-1) | Suisse | Patinoire d'Helsinki 2 645 spectateurs |

| Feuille de match              | Feuille de match | Feuille de match        | Feuille de match | Feuille de match                                                                  |
| ----------------------------- | ---------------- | ----------------------- | --- | --------------------------------------------------------------------------------- |
|                               |                  | 0-1 0-2 0-3 0-4 0-5 0-6 | Herzog (Glauser, Corvi) — 8 min 58 s Meier (Moser, Malgin) — 21 min 3 s (SN) Suter (Malgin, Simion) — 25 min 1 s Moser (Malgin, Suter) — 32 min 39 s Kurashev (Hischier, Corvi) — 37 min 33 s (SN) Malgin (Meier, Moser) — 46 min 39 s (SN) | Arbitrage : Linus Öhlund Jake Rekuchi Juges de lignes : Jake Davis Hannu Sormunen |
| Dichow (40 min) Dahm (20 min) | Gardiens         | Genoni                  | | Arbitrage : Linus Öhlund Jake Rekuchi Juges de lignes : Jake Davis Hannu Sormunen |
| 8 min                         | Pénalités        | 12 min                  | | Arbitrage : Linus Öhlund Jake Rekuchi Juges de lignes : Jake Davis Hannu Sormunen |
| 19                            | Tirs             | 29                      | | Arbitrage : Linus Öhlund Jake Rekuchi Juges de lignes : Jake Davis Hannu Sormunen |

| 16 mai | Slovaquie | 1-5 (1-1, 0-2, 0-2) | Canada | Patinoire d'Helsinki 3 585 spectateurs |

| Feuille de match | Feuille de match                              | Feuille de match        | Feuille de match | Feuille de match                                                                      |
| ---------------- | --------------------------------------------- | ----------------------- | --- | ------------------------------------------------------------------------------------- |
|                  | - Takáč (Nemec, Regenda) — 12 min 47 s (SN) - | 0-1 1-1 1-2 1-3 1-4 1-5 | Lowry (Severson, Anderson) — 10 min 48 s - Dubois (Cozens, Roy) — 26 min 11 s (SN) Dubois (Geekie, Graves) — 37 min 56 s Sillinger (Lowry, Anderson) — 41 min 8 s Geekie (Cozens, Holden) — 51 min 18 s | Arbitrage : Andris Ansons Linus Öhlund Juges de lignes : Elias Seewald Emil Yletyinen |
| Húska            | Gardiens                                      | Thompson                | | Arbitrage : Andris Ansons Linus Öhlund Juges de lignes : Elias Seewald Emil Yletyinen |
| 8 min            | Pénalités                                     | 8 min                   | | Arbitrage : Andris Ansons Linus Öhlund Juges de lignes : Elias Seewald Emil Yletyinen |
| 35               | Tirs                                          | 44                      | | Arbitrage : Andris Ansons Linus Öhlund Juges de lignes : Elias Seewald Emil Yletyinen |

| 16 mai | France | 2-3 (1-2, 1-0, 0-1) | Allemagne | Patinoire d'Helsinki 2 652 spectateurs |

| Feuille de match | Feuille de match                                                                                    | Feuille de match    | Feuille de match | Feuille de match                                                                      |
| ---------------- | --------------------------------------------------------------------------------------------------- | ------------------- | --- | ------------------------------------------------------------------------------------- |
|                  | - Texier (T. Bozon, Chakiachvili) — 14 min 48 s (SN) - Gallet (Bertrand, Claireaux) — 31 min 18 s - | 0-1 1-1 1-2 2-2 2-3 | Fischbuch (Pföderl, Michaelis) — 2 min 4 s (SN) - Ehl (Bittner, Kastner) — 17 min 51 s - Pföderl (Noebels, Michaelis) — 45 min 45 s | Arbitrage : Roy Stian Hansen Lassi Heikkinen Juges de lignes : Josef Špůr Dāvis Zunde |
| Ylönen           | Gardiens                                                                                            | Niederberger        | | Arbitrage : Roy Stian Hansen Lassi Heikkinen Juges de lignes : Josef Špůr Dāvis Zunde |
| 6 min            | Pénalités                                                                                           | 6 min               | | Arbitrage : Roy Stian Hansen Lassi Heikkinen Juges de lignes : Josef Špůr Dāvis Zunde |
| 18               | Tirs                                                                                                | 30                  | | Arbitrage : Roy Stian Hansen Lassi Heikkinen Juges de lignes : Josef Špůr Dāvis Zunde |

| 17 mai | Italie | 1-2 (0-1, 1-0, 0-1) | Danemark | Patinoire d'Helsinki 2 557 spectateurs |

| Feuille de match | Feuille de match                               | Feuille de match | Feuille de match                                                                     | Feuille de match                                                               |
| ---------------- | ---------------------------------------------- | ---------------- | ------------------------------------------------------------------------------------ | ------------------------------------------------------------------------------ |
|                  | - Petan (Hannoun, Miglioranzi) — 39 min (SN) - | 0-1 1-1 1-2      | Ehlers (Blichfeld, Bau Hansen) — 15 min 54 s (SN) - Bau Hansen (Meyer) — 41 min 46 s | Arbitrage : Pierre Dehaen Robin Šír Juges de lignes : Elias Seewald Josef Špůr |
| Bernard          | Gardiens                                       | Dahm             |                                                                                      | Arbitrage : Pierre Dehaen Robin Šír Juges de lignes : Elias Seewald Josef Špůr |
| 12 min           | Pénalités                                      | 6 min            |                                                                                      | Arbitrage : Pierre Dehaen Robin Šír Juges de lignes : Elias Seewald Josef Špůr |
| 14               | Tirs                                           | 45               |                                                                                      | Arbitrage : Pierre Dehaen Robin Šír Juges de lignes : Elias Seewald Josef Špůr |

| 17 mai | Suisse | 3-2 (0-0, 2-0, 1-2) | Kazakhstan | Patinoire d'Helsinki 2 858 spectateurs |

| Feuille de match | Feuille de match                                                                                     | Feuille de match    | Feuille de match                                                       | Feuille de match                                                                        |
| ---------------- | --- | ------------------- | ---------------------------------------------------------------------- | --------------------------------------------------------------------------------------- |
|                  | Malgin (Kurashev, Siegenthaler) — 23 min 58 s Simion — 34 min 32 s - Herzog (Ambühl) — 55 min 39 s - | 1-0 2-0 2-1 3-1 3-2 | - Blacker — 45 min 47 s (IN) - Orekhov (Mikhaïlis, Valk) — 57 min 52 s | Arbitrage : Roy Stian Hansen Peter Stano Juges de lignes : Daniel Beresford Dāvis Zunde |
| Aeschlimann      | Gardiens                                                                                             | Choutov             |                                                                        | Arbitrage : Roy Stian Hansen Peter Stano Juges de lignes : Daniel Beresford Dāvis Zunde |
| 4 min            | Pénalités                                                                                            | 4 min               |                                                                        | Arbitrage : Roy Stian Hansen Peter Stano Juges de lignes : Daniel Beresford Dāvis Zunde |
| 43               | Tirs                                                                                                 | 14                  |                                                                        | Arbitrage : Roy Stian Hansen Peter Stano Juges de lignes : Daniel Beresford Dāvis Zunde |

| 18 mai | France | 2-1 (pr) (0-1, 0-0, 1-0, 1-0) | Italie | Patinoire d'Helsinki 1 543 spectateurs |

| Feuille de match | Feuille de match                                                             | Feuille de match | Feuille de match           | Feuille de match                                                                         |
| ---------------- | ---------------------------------------------------------------------------- | ---------------- | -------------------------- | ---------------------------------------------------------------------------------------- |
|                  | - Treille (Fleury, Auvitu) — 58 min 54 s (JS) Gallet (T. Bozon) — 61 min 4 s | 0-1 1-1 2-1      | Frigo — 14 min 42 s (IN) - | Arbitrage : Lassi Heikkinen Linus Öhlund Juges de lignes : Tommi Niittylä Emil Yletyinen |
| Buysse           | Gardiens                                                                     | Bernard          |                            | Arbitrage : Lassi Heikkinen Linus Öhlund Juges de lignes : Tommi Niittylä Emil Yletyinen |
| 10 min           | Pénalités                                                                    | 6 min            |                            | Arbitrage : Lassi Heikkinen Linus Öhlund Juges de lignes : Tommi Niittylä Emil Yletyinen |
| 36               | Tirs                                                                         | 21               |                            | Arbitrage : Lassi Heikkinen Linus Öhlund Juges de lignes : Tommi Niittylä Emil Yletyinen |

| 18 mai | Suisse | 5-3 (1-1, 2-1, 2-1) | Slovaquie | Patinoire d'Helsinki 2 504 spectateurs |

| Feuille de match | Feuille de match | Feuille de match                | Feuille de match | Feuille de match                                                                   |
| ---------------- | --- | ------------------------------- | --- | ---------------------------------------------------------------------------------- |
|                  | Malgin (Suter) — 52 s - Egli (Scherwey, Bertschy) — 23 min 56 s - Meier (Suter) — 32 min 59 s Hischier (Marti) — 45 min 44 s - Herzog (Malgin, Suter) — 59 min 36 s (CV) | 1-0 1-1 2-1 2-2 3-2 4-2 4-3 5-3 | - Roman (Lantoši, Liška) — 10 min 33 s - Slafkovský (Krištof, Tatar) — 25 min 32 s - Takáč (Sýkora, Grman) — 49 min 7 s - | Arbitrage : Andris Ansons Jake Rekuchi Juges de lignes : Jake Davis Hannu Sormunen |
| Genoni           | Gardiens | Húska                           | | Arbitrage : Andris Ansons Jake Rekuchi Juges de lignes : Jake Davis Hannu Sormunen |
| 43 min           | Pénalités | 10 min                          | | Arbitrage : Andris Ansons Jake Rekuchi Juges de lignes : Jake Davis Hannu Sormunen |
| 30               | Tirs | 16                              | | Arbitrage : Andris Ansons Jake Rekuchi Juges de lignes : Jake Davis Hannu Sormunen |

| 19 mai | Allemagne | 1-0 (0-0, 1-0, 0-0) | Danemark | Patinoire d'Helsinki 2 570 spectateurs |

| Feuille de match | Feuille de match                                  | Feuille de match | Feuille de match | Feuille de match                                                                    |
| ---------------- | ------------------------------------------------- | ---------------- | ---------------- | ----------------------------------------------------------------------------------- |
|                  | Michaelis (Noebels, Fischbuch) — 32 min 41 s (SN) | 1-0              |                  | Arbitrage : Lassi Heikkinen Peter Stano Juges de lignes : Jake Davis Hannu Sormunen |
| Grubauer         | Gardiens                                          | Dahm             |                  | Arbitrage : Lassi Heikkinen Peter Stano Juges de lignes : Jake Davis Hannu Sormunen |
| 4 min            | Pénalités                                         | 6 min            |                  | Arbitrage : Lassi Heikkinen Peter Stano Juges de lignes : Jake Davis Hannu Sormunen |
| 13               | Tirs                                              | 18               |                  | Arbitrage : Lassi Heikkinen Peter Stano Juges de lignes : Jake Davis Hannu Sormunen |

| 19 mai | Canada | 6-3 (3-2, 1-0, 2-1) | Kazakhstan | Patinoire d'Helsinki 2 299 spectateurs |

| Feuille de match | Feuille de match | Feuille de match                    | Feuille de match | Feuille de match                                                                                |
| ---------------- | --- | ----------------------------------- | --- | ----------------------------------------------------------------------------------------------- |
|                  | - Cozens (Graves, Roy) — 3 min 45 s - Batherson (Johnson, Graves) — 14 min 18 s Lowry (Johnson, Anderson) — 17 min 20 s (SN) Severson (Gregor) — 32 min 14 s - Cozens (Batherson, Severson) — 51 min 58 s (SN) Cozens (Dubois, Severson) — 59 min 11 s (SN) | 0-1 1-1 1-2 2-2 3-2 4-2 4-3 5-3 6-3 | Petoukhov (Gourkov, Assetov) — 2 min 25 s - Chestakov (Akolzine, Panioukov) — 12 min 16 s (SN) - Savitski (Mikhaïlis, Orekhov) — 47 min 55 s - | Arbitrage : Jake Rekucki Marian Rohatsch Juges de lignes : Nicolas Constantineau Tommi Niittylä |
| Thompson         | Gardiens | Choutov                             | | Arbitrage : Jake Rekucki Marian Rohatsch Juges de lignes : Nicolas Constantineau Tommi Niittylä |
| 14 min           | Pénalités | 14 min                              | | Arbitrage : Jake Rekucki Marian Rohatsch Juges de lignes : Nicolas Constantineau Tommi Niittylä |
| 37               | Tirs | 19                                  | | Arbitrage : Jake Rekucki Marian Rohatsch Juges de lignes : Nicolas Constantineau Tommi Niittylä |

| 20 mai | Allemagne | 9-4 (4-0, 2-1, 3-3) | Italie | Patinoire d'Helsinki 3 311 spectateurs |

| Feuille de match | Feuille de match | Feuille de match                                    | Feuille de match | Feuille de match                                                                         |
| ---------------- | --- | --------------------------------------------------- | --- | ---------------------------------------------------------------------------------------- |
|                  | Karachun (J. Müller, Loibl) — 5 min 1 s Wissmann (Kastner) — 6 min 17 s Ehliz (Bittner, Michaelis) — 13 min 14 s Fischbuch (Wissmann, Reichel) — 17 min 58 s Reichel (Noebels, Michaelis) — 25 min 1 s (SN) - Fischbuch (Reichel, Wissmann) — 34 min 55 s Ehliz (Michaelis (Schmölz) — 41 min 24 s Karachun (Schmölz, Loibl) — 42 min 45 s - Soramies (Wissmann, Kastner) — 57 min 4 s - | 1-0 2-0 3-0 4-0 5-0 5-1 6-1 7-1 8-1 8-2 8-3 9-3 9-4 | - Traversa (Miglioranzi, Pietroniro) — 25 min 37 s - Frigo (Petan) — 47 min 26 s Mantenuto (Trivellato, D. Kostner) — 49 min 50 s (SN) - Petan (Hannoun, Glira) — 59 min 41 s | Arbitrage : Andris Ansons Linus Öhlund Juges de lignes : Daniel Beresford Emil Yletyinen |
| Niederberger     | Gardiens | Fadani (13 min 14 s) Fazio (46 min 46 s)            | | Arbitrage : Andris Ansons Linus Öhlund Juges de lignes : Daniel Beresford Emil Yletyinen |
| 4 min            | Pénalités | 8 min                                               | | Arbitrage : Andris Ansons Linus Öhlund Juges de lignes : Daniel Beresford Emil Yletyinen |
| 26               | Tirs | 20                                                  | | Arbitrage : Andris Ansons Linus Öhlund Juges de lignes : Daniel Beresford Emil Yletyinen |

| 20 mai | Kazakhstan | 3-4 (2-1, 0-3, 1-0) | Slovaquie | Patinoire d'Helsinki 3 068 spectateurs |

| Feuille de match | Feuille de match | Feuille de match            | Feuille de match | Feuille de match                                                                |
| ---------------- | --- | --------------------------- | --- | ------------------------------------------------------------------------------- |
|                  | - Panioukov (Blacker, Orekhov) — 15 min 17 s (SN) Chevtchenko (Startchenko, Valk) — 17 min 52 s (SN) - Panioukov (Orekhov) — 43 min 32 s | 0-1 1-1 2-1 2-2 2-3 2-4 3-4 | Kollár (Takáč) — 12 min 12 s - Fehérváry (Liška, Slafkovský) — 29 min 47 s (SN) Liška (Krištof, Húska) — 33 min 18 s (SN) Slafkovský — 34 min 26 s (TP) - | Arbitrage : Roy Stian Hansen Robin Šír Juges de lignes : Jake Davis Dāvis Zunde |
| Choutov          | Gardiens | Húska                       | | Arbitrage : Roy Stian Hansen Robin Šír Juges de lignes : Jake Davis Dāvis Zunde |
| 5 min            | Pénalités | 6 min                       | | Arbitrage : Roy Stian Hansen Robin Šír Juges de lignes : Jake Davis Dāvis Zunde |
| 17               | Tirs | 34                          | | Arbitrage : Roy Stian Hansen Robin Šír Juges de lignes : Jake Davis Dāvis Zunde |

| 21 mai | Danemark | 3-0 (1-0, 1-0, 1-0) | France | Patinoire d'Helsinki 3 007 spectateurs |

| Feuille de match | Feuille de match | Feuille de match | Feuille de match | Feuille de match                                                                            |
| ---------------- | --- | ---------------- | ---------------- | ------------------------------------------------------------------------------------------- |
|                  | Regin (Storm, M. Lauridsen) — 16 min 43 s Blichfeld (M. Lauridsen, Ehlers) — 25 min 28 s (SN) Jakobsen (Storm) — 58 min 24 s (CV) | 1-0 2-0 3-0      |                  | Arbitrage : Roy Stian Hansen Jake Rekucki Juges de lignes : Daniel Beresford Hannu Sormunen |
| Dahm             | Gardiens | Buysse           |                  | Arbitrage : Roy Stian Hansen Jake Rekucki Juges de lignes : Daniel Beresford Hannu Sormunen |
| 6 min            | Pénalités | 10 min           |                  | Arbitrage : Roy Stian Hansen Jake Rekucki Juges de lignes : Daniel Beresford Hannu Sormunen |
| 30               | Tirs | 19               |                  | Arbitrage : Roy Stian Hansen Jake Rekucki Juges de lignes : Daniel Beresford Hannu Sormunen |

| 21 mai | Canada | 3-6 (3-3, 0-1, 0-2) | Suisse | Patinoire d'Helsinki 5 676 spectateurs |

| Feuille de match | Feuille de match                                                                                      | Feuille de match                    | Feuille de match | Feuille de match                                                                 |
| ---------------- | --- | ----------------------------------- | --- | -------------------------------------------------------------------------------- |
|                  | Johnson (Barzal, Graves) — 11 min 52 s - Lowry — 14 min 11 s (IN) - Batherson (Barzal) — 19 min 3 s - | 1-0 1-1 2-1 2-2 3-2 3-3 3-4 3-5 3-6 | - Fora (Meier, Kurashev) — 12 min 51 s - Kukan (Hischier, Corvi) — 15 min 33 s (SN) - Siegenthaler (Suter, Malgin) — 19 min 51 s Hischier (Kukab) — 26 min 13 s (SN) Suter (Malgin, Simion) — 43 min 41 s Meier — 58 min 1 s (CV) | Arbitrage : Lassi Heikkinen Linus Öhlund Juges de lignes : Jake Davis Josef Špůr |
| Thompson         | Gardiens                                                                                              | Genoni                              | | Arbitrage : Lassi Heikkinen Linus Öhlund Juges de lignes : Jake Davis Josef Špůr |
| 8 min            | Pénalités                                                                                             | 9 min                               | | Arbitrage : Lassi Heikkinen Linus Öhlund Juges de lignes : Jake Davis Josef Špůr |
| 25               | Tirs                                                                                                  | 27                                  | | Arbitrage : Lassi Heikkinen Linus Öhlund Juges de lignes : Jake Davis Josef Špůr |

| 21 mai | Italie | 1-3 (0-2, 0-0, 1-1) | Slovaquie | Patinoire d'Helsinki 3 442 spectateurs |

| Feuille de match | Feuille de match                              | Feuille de match | Feuille de match | Feuille de match                                                                              |
| ---------------- | --------------------------------------------- | ---------------- | --- | --------------------------------------------------------------------------------------------- |
|                  | - Trivellato (S. Kostner) — 44 min 9 s (SN) - | 0-1 0-2 1-2 1-3  | Krištof (Tatar, Slafkovský) — 10 min 31 s Sýkora (Slafkovský, Tatar) — 19 min 54 s - Tamáši (Ivan, Lantoši) — 49 min 14 s (SN) | Arbitrage : Andris Ansons Marian Rohatsch Juges de lignes : Nicolas Constantineau Dāvis Zunde |
| Bernard          | Gardiens                                      | Húska            | | Arbitrage : Andris Ansons Marian Rohatsch Juges de lignes : Nicolas Constantineau Dāvis Zunde |
| 10 min           | Pénalités                                     | 8 min            | | Arbitrage : Andris Ansons Marian Rohatsch Juges de lignes : Nicolas Constantineau Dāvis Zunde |
| 17               | Tirs                                          | 34               | | Arbitrage : Andris Ansons Marian Rohatsch Juges de lignes : Nicolas Constantineau Dāvis Zunde |

| 22 mai | Kazakhstan | 4-5 (2-3, 1-1, 1-1) | Allemagne | Patinoire d'Helsinki 3 124 spectateurs |

| Feuille de match | Feuille de match | Feuille de match                    | Feuille de match | Feuille de match                                                                            |
| ---------------- | --- | ----------------------------------- | --- | ------------------------------------------------------------------------------------------- |
|                  | Startchenko — 2 min 57 s - Petoukhov (Assetov, Daniar) — 15 min 46 s - Akolzine (Startchenko, Daniar) — 39 min 29 s Mikhaïlis (Sagadeïev, Metalnikov) — 40 min 38 s - | 1-0 1-1 2-1 2-2 2-3 2-4 3-4 4-4 4-5 | - J. Müller (Bittner, Karachun) — 4 min 38 s - Pföderl (Seider) — 16 min 10 s Fischbuch (Wagner, Seider) — 18 min 33 s Reichel (Gawanke, Noebels) — 25 min 52 s (2 SN) - Ehliz (Wissmann, Bittner) — 47 min 8 s | Arbitrage : Roy Stian Hansen Linus Öhlund Juges de lignes : Daniel Beresford Tommi Niittylä |
| Choutov          | Gardiens | Strahlmeier                         | | Arbitrage : Roy Stian Hansen Linus Öhlund Juges de lignes : Daniel Beresford Tommi Niittylä |
| 6 min            | Pénalités | 4 min                               | | Arbitrage : Roy Stian Hansen Linus Öhlund Juges de lignes : Daniel Beresford Tommi Niittylä |
| 22               | Tirs | 36                                  | | Arbitrage : Roy Stian Hansen Linus Öhlund Juges de lignes : Daniel Beresford Tommi Niittylä |

| 22 mai | Suisse | 5-2 (0-2, 3-0, 2-0) | France | Patinoire d'Helsinki 3 997 spectateurs |

| Feuille de match | Feuille de match | Feuille de match            | Feuille de match                                                 | Feuille de match                                                                      |
| ---------------- | --- | --------------------------- | ---------------------------------------------------------------- | ------------------------------------------------------------------------------------- |
|                  | - Hischier (Meier, Kukan) — 20 min 25 s Riat (Geisser, Hischier) — 32 min 27 s Ambühl (Corvi, Kukan) — 35 min 42 s (SN) Kukan (Herzog, Corvi) — 51 min 17 s Hischier (Herzog, Ambühl) — 59 min 38 s (CV) | 0-1 0-2 1-2 2-2 3-2 4-2 5-2 | Texier — 4 min 58 s Claireaux (Texier, T. Bozon) — 13 min 25 s - | Arbitrage : Jeff Ingram Fraser Lawrence Juges de lignes : Andreas Krøyer Jonas Merten |
| Berra            | Gardiens | Ylönen                      |                                                                  | Arbitrage : Jeff Ingram Fraser Lawrence Juges de lignes : Andreas Krøyer Jonas Merten |
| 6 min            | Pénalités | 14 min                      |                                                                  | Arbitrage : Jeff Ingram Fraser Lawrence Juges de lignes : Andreas Krøyer Jonas Merten |
| 39               | Tirs | 19                          |                                                                  | Arbitrage : Jeff Ingram Fraser Lawrence Juges de lignes : Andreas Krøyer Jonas Merten |

| 23 mai | Kazakhstan | 5-2 (2-1, 1-1, 2-0) | Italie | Patinoire d'Helsinki 1 983 spectateurs |

| Feuille de match | Feuille de match | Feuille de match            | Feuille de match                                                                                   | Feuille de match                                                                 |
| ---------------- | --- | --------------------------- | -------------------------------------------------------------------------------------------------- | -------------------------------------------------------------------------------- |
|                  | Valk (Dietz, Startchenko) — 11 min 22 s (SN) - Orekhov (Mikhaïlis, Rakhmanov) — 15 min 59 s Assetov (Petoukhov, Blacker) — 24 min 29 s - Startchenko (Dietz, Blacker) — 43 min 20 s (SN) Mikhaïlis (Orekhov, Akolzine) — 46 min 2 s | 1-0 1-1 2-1 3-1 3-2 4-2 5-2 | - McNally (Miglioranzi, Pietroniro) — 14 min 57 s - D. Kostner (Di Perna, Hannoun) — 25 min 26 s - | Arbitrage : Jake Rekucki Peter Stano Juges de lignes : Hannu Sormunen Josef Špůr |
| Choutov          | Gardiens | Bernard                     | | Arbitrage : Jake Rekucki Peter Stano Juges de lignes : Hannu Sormunen Josef Špůr |
| 4 min            | Pénalités | 27 min                      | | Arbitrage : Jake Rekucki Peter Stano Juges de lignes : Hannu Sormunen Josef Špůr |
| 35               | Tirs | 15                          | | Arbitrage : Jake Rekucki Peter Stano Juges de lignes : Hannu Sormunen Josef Špůr |

| 23 mai | Canada | 2-3 (0-2, 1-0, 1-1) | Danemark | Patinoire d'Helsinki 4 005 spectateurs |

| Feuille de match | Feuille de match                                                           | Feuille de match    | Feuille de match | Feuille de match                                                                       |
| ---------------- | -------------------------------------------------------------------------- | ------------------- | --- | -------------------------------------------------------------------------------------- |
|                  | - Comtois (Lowry) — 22 min 33 s - Graves (Severson, Dubois) — 56 min 9 s - | 0-1 0-2 1-2 1-3 2-3 | M. Lauridsen (Asperup, Poulsen) — 9 min 11 s Regin (Storm) — 14 min 54 s (IN) - Bau Hansen (Ehlers, Storm) — 52 min 11 s () - | Arbitrage : Robin Šír Miroslav Stolc Juges de lignes : Daniel Beresford Emil Yletyinen |
| Driedger         | Gardiens                                                                   | Dahm                | | Arbitrage : Robin Šír Miroslav Stolc Juges de lignes : Daniel Beresford Emil Yletyinen |
| 33 min           | Pénalités                                                                  | 8 min               | | Arbitrage : Robin Šír Miroslav Stolc Juges de lignes : Daniel Beresford Emil Yletyinen |
| 31               | Tirs                                                                       | 24                  | | Arbitrage : Robin Šír Miroslav Stolc Juges de lignes : Daniel Beresford Emil Yletyinen |

| 24 mai | Allemagne | 3-4 (TB) (2-1, 0-2, 1-0, 0-0, 0-1) | Suisse | Patinoire d'Helsinki 3 862 spectateurs |

| Feuille de match | Feuille de match | Feuille de match            | Feuille de match | Feuille de match                                                                 |
| ---------------- | --- | --------------------------- | --- | -------------------------------------------------------------------------------- |
|                  | - Wissmann (Reichel) — 11 min 51 s (SN) Loibl (Seider, M. Müller) — 15 min 30 s - Plachta (Wissmann) — 47 min 57 s - | 0-1 1-1 2-1 2-2 2-3 3-3 3-4 | Ambühl (Corvi, Herzog) — 1 min 37 s - Suter (Malgin, Kukan) — 21 min 26 s Malgin (Moser, Meier) — 38 min 31 s - Hischier — 65 min (TB) | Arbitrage : Linus Öhlund Peter Stano Juges de lignes : Josef Špůr Emil Yletyinen |
| Grubauer         | Gardiens | Berra                       | | Arbitrage : Linus Öhlund Peter Stano Juges de lignes : Josef Špůr Emil Yletyinen |
| 2 min            | Pénalités | 8 min                       | | Arbitrage : Linus Öhlund Peter Stano Juges de lignes : Josef Špůr Emil Yletyinen |
| 27               | Tirs | 33                          | | Arbitrage : Linus Öhlund Peter Stano Juges de lignes : Josef Špůr Emil Yletyinen |

| 24 mai | Slovaquie | 7-1 (2-0, 3-0, 2-1) | Danemark | Patinoire d'Helsinki 3 084 spectateurs |

| Feuille de match | Feuille de match | Feuille de match                | Feuille de match                                        | Feuille de match                                                                            |
| ---------------- | --- | ------------------------------- | ------------------------------------------------------- | ------------------------------------------------------------------------------------------- |
|                  | Tatar (Krištof) — 10 min Tatar (Krištof) — 19 min 37 s Regenda (Slafkovský, Nemec) — 21 min 57 s (SN) Rosandić (Lunter, Nemec) — 32 min 17 s Slafkovský (Krištof) — 38 min 20 s - Nemec (Takáč, Roman) — 58 min 53 s Regenda (Nemec, Lantoši) — 59 min 19 s (SN) | 1-0 2-0 3-0 4-0 5-0 5-1 6-1 7-1 | - Blichfeld (M. Lauridsen, Ehlers) — 47 min 43 s (SN) - | Arbitrage : Sean MacFarlane Jake Rekucki Juges de lignes : Hannu Sormunen Nathan van Oosten |
| Húska            | Gardiens | Dahm                            |                                                         | Arbitrage : Sean MacFarlane Jake Rekucki Juges de lignes : Hannu Sormunen Nathan van Oosten |
| 8 min            | Pénalités | 16 min                          |                                                         | Arbitrage : Sean MacFarlane Jake Rekucki Juges de lignes : Hannu Sormunen Nathan van Oosten |
| 37               | Tirs | 25                              |                                                         | Arbitrage : Sean MacFarlane Jake Rekucki Juges de lignes : Hannu Sormunen Nathan van Oosten |

| 24 mai | Canada | 7-1 (2-0, 2-0, 3-1) | France | Patinoire d'Helsinki 2 873 spectateurs |

| Feuille de match | Feuille de match | Feuille de match                | Feuille de match       | Feuille de match                                                                       |
| ---------------- | --- | ------------------------------- | ---------------------- | -------------------------------------------------------------------------------------- |
|                  | Cozens (Sanheim, Batherson) — 12 min 40 s Comtois (Sanheim, Lowry) — 17 min 31 s Dubois (Cozens, Batherson) — 22 min 7 s O'Dell (Whitecloud, Holden) — 35 min 10 s - Whitecloud (Mercer) — 45 min 29 s Dubois (Batherson, Cozens) — 51 min 16 s Severson (Dubois, Batherson) — 55 min 19 s | 1-0 2-0 3-0 4-0 5-0 5-1 6-1 7-1 | - Rech — 48 min 20 s - | Arbitrage : Andris Ansons Lassi Heikkinen Juges de lignes : Tommi Niittylä Dāvis Zunde |
| Driedger         | Gardiens | Ylönen                          |                        | Arbitrage : Andris Ansons Lassi Heikkinen Juges de lignes : Tommi Niittylä Dāvis Zunde |
| 6 min            | Pénalités | 4 min                           |                        | Arbitrage : Andris Ansons Lassi Heikkinen Juges de lignes : Tommi Niittylä Dāvis Zunde |
| 44               | Tirs | 19                              |                        | Arbitrage : Andris Ansons Lassi Heikkinen Juges de lignes : Tommi Niittylä Dāvis Zunde |

##### Classement
| Clt   | Équipe     | PJ | V | VP | D | DP | BP | BC | Diff | Pts |
| ----- | ---------- | -- | - | -- | - | -- | -- | -- | ---- | --- |
| +001, | Suisse     | 7  | 6 | 1  | 0 | 0  | 34 | 15 | +19  | 20  |
| +002, | Allemagne  | 7  | 5 | 0  | 1 | 1  | 26 | 20 | +6   | 16  |
| +003, | Canada     | 7  | 5 | 0  | 2 | 0  | 34 | 18 | +16  | 15  |
| +004, | Slovaquie  | 7  | 4 | 0  | 3 | 0  | 23 | 19 | +4   | 12  |
| +005, | Danemark   | 7  | 4 | 0  | 3 | 0  | 18 | 18 | 0    | 12  |
| +006, | France     | 7  | 1 | 1  | 5 | 0  | 11 | 24 | -13  | 5   |
| +007, | Kazakhstan | 7  | 1 | 0  | 6 | 0  | 19 | 31 | -12  | 3   |
| +008, | Italie     | 7  | 0 | 0  | 6 | 1  | 12 | 32 | -20  | 1   |

- En gras : qualifié pour les quarts de finale
- En italique : relégué en Division IA

Pour les significations des abréviations, voir statistiques du hockey sur glace.

#### Groupe B

##### Matchs
| 13 mai | États-Unis | 4-1 (3-0, 1-0, 0-1) | Lettonie | Nokia Arena 7 938 spectateurs |

| Feuille de match | Feuille de match | Feuille de match    | Feuille de match                                   | Feuille de match                                                                       |
| ---------------- | --- | ------------------- | -------------------------------------------------- | -------------------------------------------------------------------------------------- |
|                  | Barber (Bellows, Peeke — 7 min 11 s Jones (Schmidt, Galchenyuk) — 10 min 18 s (SN) Bordeleau (Jones) — 11 min 36 s (IN) Lafferty (Megna) — 20 min 33 s - | 1-0 2-0 3-0 4-0 4-1 | - Džeriņš (Ri. Bukarts, Čukste) — 41 min 47 s (SN) | Arbitrage : Marian Rohatsch Kristian Vikman Juges de lignes : Jonas Merten Šimon Synek |
| Mann             | Gardiens | Merzļikins          |                                                    | Arbitrage : Marian Rohatsch Kristian Vikman Juges de lignes : Jonas Merten Šimon Synek |
| 8 min            | Pénalités | 8 min               |                                                    | Arbitrage : Marian Rohatsch Kristian Vikman Juges de lignes : Jonas Merten Šimon Synek |
| 29               | Tirs | 25                  |                                                    | Arbitrage : Marian Rohatsch Kristian Vikman Juges de lignes : Jonas Merten Šimon Synek |

| 13 mai | Finlande | 5-0 (1-0, 2-0, 2-0) | Norvège | Nokia Arena 11 413 spectateurs |

| Feuille de match | Feuille de match | Feuille de match    | Feuille de match | Feuille de match                                                                              |
| ---------------- | --- | ------------------- | ---------------- | --------------------------------------------------------------------------------------------- |
|                  | Pesonen (Armia, Filppula) — 18 min 29 s Rajala — 31 min 37 s Björninen (Antilla, Pokka) — 36 min 6 s Armia (Vatanen, Rajala) — 41 min 36 s (SN) Sallinen (Friman, Rajala) — 57 min 56 s | 1-0 2-0 3-0 4-0 5-0 |                  | Arbitrage : Fraser Lawrence Mikael Nord Juges de lignes : Maxime Chaput Nicolas Constantineau |
| Olkinuora        | Gardiens | Haukeland           |                  | Arbitrage : Fraser Lawrence Mikael Nord Juges de lignes : Maxime Chaput Nicolas Constantineau |
| 32 min           | Pénalités | 36 min              |                  | Arbitrage : Fraser Lawrence Mikael Nord Juges de lignes : Maxime Chaput Nicolas Constantineau |
| 30               | Tirs | 20                  |                  | Arbitrage : Fraser Lawrence Mikael Nord Juges de lignes : Maxime Chaput Nicolas Constantineau |

| 14 mai | Suède | 3-1 (2-1, 1-0, 0-0) | Autriche | Nokia Arena 6 993 spectateurs |

| Feuille de match | Feuille de match | Feuille de match | Feuille de match                       | Feuille de match                                                                           |
| ---------------- | --- | ---------------- | -------------------------------------- | ------------------------------------------------------------------------------------------ |
|                  | Kellman (Bengtsson, Klingberg) — 2 min 8 s Friberg (Kellman) — 16 min 37 s - Nordström (Bromé, Gustafsson) — 32 min 7 s | 1-0 2-0 2-1 3-1  | - Schneider (Heinrich) — 19 min 30 s - | Arbitrage : Mads Frandsen Marian Rohatsch Juges de lignes : Andreas Krøyer David Obwegeser |
| Högberg          | Gardiens | Starkbaum        |                                        | Arbitrage : Mads Frandsen Marian Rohatsch Juges de lignes : Andreas Krøyer David Obwegeser |
| 8 min            | Pénalités | 8 min            |                                        | Arbitrage : Mads Frandsen Marian Rohatsch Juges de lignes : Andreas Krøyer David Obwegeser |
| 29               | Tirs | 20               |                                        | Arbitrage : Mads Frandsen Marian Rohatsch Juges de lignes : Andreas Krøyer David Obwegeser |

| 14 mai | Tchéquie | 5-1 (0-0, 2-0, 3-1) | Grande-Bretagne | Nokia Arena 6 286 spectateurs |

| Feuille de match | Feuille de match | Feuille de match        | Feuille de match              | Feuille de match                                                                                |
| ---------------- | --- | ----------------------- | ----------------------------- | ----------------------------------------------------------------------------------------------- |
|                  | Blümel (Krejčí, Červenka) — 27 min 9 s Flek (Ščotka, Jordán) — 32 min 23 s Jiříček (Červenka, Smejkal) — 41 min 11 s (SN) Černoch (Smejkal, Blümel) — 46 min 43 s Blümel (Červenka, Krejčí) — 48 min 28 s - | 1-0 2-0 3-0 4-0 5-0 5-1 | - Lake (Conway) — 50 min 57 s | Arbitrage : Miroslav Stolc Kristian Vikman Juges de lignes : Nicolas Constantineau Jonas Merten |
| Dostál           | Gardiens | Bowns                   |                               | Arbitrage : Miroslav Stolc Kristian Vikman Juges de lignes : Nicolas Constantineau Jonas Merten |
| 8 min            | Pénalités | 8 min                   |                               | Arbitrage : Miroslav Stolc Kristian Vikman Juges de lignes : Nicolas Constantineau Jonas Merten |
| 34               | Tirs | 18                      |                               | Arbitrage : Miroslav Stolc Kristian Vikman Juges de lignes : Nicolas Constantineau Jonas Merten |

| 14 mai | Lettonie | 1-2 (1-0, 0-1, 1-0) | Finlande | Nokia Arena 11 483 spectateurs |

| Feuille de match | Feuille de match                | Feuille de match | Feuille de match                                                                                   | Feuille de match                                                                          |
| ---------------- | ------------------------------- | ---------------- | -------------------------------------------------------------------------------------------------- | ----------------------------------------------------------------------------------------- |
|                  | Balcers (Ķēniņš) — 8 min 52 s - | 1-0 1-1 1-2      | - Manninen (Granlund, Lehtonen) — 30 min 52 s (SN) Granlund (Lehtonen, Manninen) — 57 min 8 s (SN) | Arbitrage : Jeff Ingram Sean MacFarlane Juges de lignes : Nick Briganti Nathan van Oosten |
| Merzļikins       | Gardiens                        | Säteri           | | Arbitrage : Jeff Ingram Sean MacFarlane Juges de lignes : Nick Briganti Nathan van Oosten |
| 6 min            | Pénalités                       | 4 min            | | Arbitrage : Jeff Ingram Sean MacFarlane Juges de lignes : Nick Briganti Nathan van Oosten |
| 18               | Tirs                            | 16               | | Arbitrage : Jeff Ingram Sean MacFarlane Juges de lignes : Nick Briganti Nathan van Oosten |

| 15 mai | Norvège | 4-3 (TB) (1-0, 2-0, 0-3, 0-0, 1-0) | Grande-Bretagne | Nokia Arena 4 651 spectateurs |

| Feuille de match | Feuille de match | Feuille de match            | Feuille de match                                                                                       | Feuille de match                                                                           |
| ---------------- | --- | --------------------------- | --- | ------------------------------------------------------------------------------------------ |
|                  | Klavestad (Trettenes, Hoff) — 16 min 13 s M. Olimb (Rosseli Olsen, Johannesen) — 26 min 35 s (SN) M. Olimb (K. Olimb, Rosseli Olsen) — 35 min 19 s (SN) - Haga — 65 min (TB) | 1-0 2-0 3-0 3-1 3-2 3-3 4-3 | - Dowd — 52 min 51 s Perlini (Mosey, Conway) — 53 min 29 s Richardson (Perlini, Tetlow) — 56 min 9 s - | Arbitrage : Mads Frandsen Fraser Lawrence Juges de lignes : Andreas Krøyer David Obwegeser |
| Haukeland        | Gardiens | Bowns                       | | Arbitrage : Mads Frandsen Fraser Lawrence Juges de lignes : Andreas Krøyer David Obwegeser |
| 4 min            | Pénalités | 10 min                      | | Arbitrage : Mads Frandsen Fraser Lawrence Juges de lignes : Andreas Krøyer David Obwegeser |
| 33               | Tirs | 24                          | | Arbitrage : Mads Frandsen Fraser Lawrence Juges de lignes : Andreas Krøyer David Obwegeser |

| 15 mai | Autriche | 2-3 (pr) (1-0, 1-1, 0-1, 0-1) | États-Unis | Nokia Arena 4 228 spectateurs |

| Feuille de match | Feuille de match                                                               | Feuille de match    | Feuille de match | Feuille de match                                                                         |
| ---------------- | ------------------------------------------------------------------------------ | ------------------- | --- | ---------------------------------------------------------------------------------------- |
|                  | Nissner (Kasper, Maier) — 14 min 25 s Huber (Wukovits, Haudum) — 34 min 26 s - | 1-0 2-0 2-1 2-2 2-3 | - Bellows (Meyers, Megna) — 34 min 43 s Gaudette (Galchenyuk, Jones) — 48 min 43 s (SN) Hughes (Farrell) — 63 min 7 s | Arbitrage : Mikael Nord Miroslav Stolc Juges de lignes : Maxime Chaput Nathan van Oosten |
| Kickert          | Gardiens                                                                       | Mann                | | Arbitrage : Mikael Nord Miroslav Stolc Juges de lignes : Maxime Chaput Nathan van Oosten |
| 8 min            | Pénalités                                                                      | 6 min               | | Arbitrage : Mikael Nord Miroslav Stolc Juges de lignes : Maxime Chaput Nathan van Oosten |
| 16               | Tirs                                                                           | 39                  | | Arbitrage : Mikael Nord Miroslav Stolc Juges de lignes : Maxime Chaput Nathan van Oosten |

| 15 mai | Tchéquie | 3-5 (1-1, 1-3, 1-1) | Suède | Nokia Arena 6 089 spectateurs |

| Feuille de match                               | Feuille de match | Feuille de match                | Feuille de match | Feuille de match                                                                    |
| ---------------------------------------------- | --- | ------------------------------- | --- | ----------------------------------------------------------------------------------- |
|                                                | Krejčí (Červenka) — 6 min 3 s - Kundrátek (Červenka, Jiříček) — 37 min 36 s (SN) - Blümel (Červenka, Šimek) — 45 min 19 s | 1-0 1-1 1-2 1-3 1-4 2-4 2-5 3-5 | - Asplund (Bemström, Wallmark) — 19 min 24 s (SN) Bemström (Wallmark, Gustaffson) — 22 min 47 s (SN) Bromé — 25 min 50 s Asplund (Gustaffson) — 28 min 52 s - Bengtsson (Bromé) — 44 min 50 s - | Arbitrage : Jeff Ingram Sean MacFarlane Juges de lignes : Nick Briganti Šimon Synek |
| Vejmelka (28 min 52 s) Langhamer (28 min 52 s) | Gardiens | Hellberg                        | | Arbitrage : Jeff Ingram Sean MacFarlane Juges de lignes : Nick Briganti Šimon Synek |
| 12 min                                         | Pénalités | 8 min                           | | Arbitrage : Jeff Ingram Sean MacFarlane Juges de lignes : Nick Briganti Šimon Synek |
| 21                                             | Tirs | 34                              | | Arbitrage : Jeff Ingram Sean MacFarlane Juges de lignes : Nick Briganti Šimon Synek |

| 16 mai | Lettonie | 3-2 (1-1, 2-0, 0-1) | Norvège | Nokia Arena 8 510 spectateurs |

| Feuille de match | Feuille de match | Feuille de match    | Feuille de match                                                                            | Feuille de match                                                                                 |
| ---------------- | --- | ------------------- | ------------------------------------------------------------------------------------------- | ------------------------------------------------------------------------------------------------ |
|                  | Ābols (Ķēniņš, Balcers) — 14 min 4 s - Jeļisejevs (Balcers, Jaks) — 27 min 16 s (SN) Ro. Bukarts (Sotnieks, Smons) — 33 min - | 1-0 1-1 2-1 3-1 3-2 | - Rosseli Olsen (Rokseth, Hoff) — 18 min 41 s - Krogdahl (Nørstebø, K. Olimb) — 47 min 12 s | Arbitrage : Mads Frandsen Kristian Vikman Juges de lignes : Nicolas Constantineau Andreas Krøyer |
| Merzļikins       | Gardiens | Haukeland           |                                                                                             | Arbitrage : Mads Frandsen Kristian Vikman Juges de lignes : Nicolas Constantineau Andreas Krøyer |
| 4 min            | Pénalités | 35 min              |                                                                                             | Arbitrage : Mads Frandsen Kristian Vikman Juges de lignes : Nicolas Constantineau Andreas Krøyer |
| 28               | Tirs | 36                  |                                                                                             | Arbitrage : Mads Frandsen Kristian Vikman Juges de lignes : Nicolas Constantineau Andreas Krøyer |

| 16 mai | Finlande | 4-1 (1-0, 3-0, 0-1) | États-Unis | Nokia Arena 11 555 spectateurs |

| Feuille de match | Feuille de match | Feuille de match    | Feuille de match                           | Feuille de match                                                                         |
| ---------------- | --- | ------------------- | ------------------------------------------ | ---------------------------------------------------------------------------------------- |
|                  | Granlund (Manninen, Lehtonen) — 17 min 20 s (SN) Filppula (Innala, Vatanen) — 24 min 42 s (SN) Manninen (Sallinen, Granlund) — 25 min 36 s (SN) Lehtonen (Hartikainen, Manninen) — 30 min 50 s - | 1-0 2-0 3-0 4-0 4-1 | - Galchenyuk (Hughes, Jones) — 58 min 22 s | Arbitrage : Mikael Nord Marian Rohatsch Juges de lignes : Jonas Merten Nathan van Oosten |
| Olkinuora        | Gardiens | Mann                |                                            | Arbitrage : Mikael Nord Marian Rohatsch Juges de lignes : Jonas Merten Nathan van Oosten |
| 14 min           | Pénalités | 41 min              |                                            | Arbitrage : Mikael Nord Marian Rohatsch Juges de lignes : Jonas Merten Nathan van Oosten |
| 25               | Tirs | 30                  |                                            | Arbitrage : Mikael Nord Marian Rohatsch Juges de lignes : Jonas Merten Nathan van Oosten |

| 17 mai | Tchéquie | 1-2 (TB) (1-0, 0-0, 0-1, 0-0, 0-1) | Autriche | Nokia Arena 3 264 spectateurs |

| Feuille de match | Feuille de match                             | Feuille de match | Feuille de match                                                          | Feuille de match                                                                             |
| ---------------- | -------------------------------------------- | ---------------- | ------------------------------------------------------------------------- | -------------------------------------------------------------------------------------------- |
|                  | Červenka (Blümel, Kundrátek) — 17 min 59 s - | 1-0 1-1 1-2      | - Lebler (Heinrich, Schneider) — 59 min 22 s (JS) Schneider — 65 min (TB) | Arbitrage : Mads Frandsen Mikael Nord Juges de lignes : Nicolas Constantineau Andreas Krøyer |
| Vejmelka         | Gardiens                                     | Starkbaum        |                                                                           | Arbitrage : Mads Frandsen Mikael Nord Juges de lignes : Nicolas Constantineau Andreas Krøyer |
| 4 min            | Pénalités                                    | 4 min            |                                                                           | Arbitrage : Mads Frandsen Mikael Nord Juges de lignes : Nicolas Constantineau Andreas Krøyer |
| 25               | Tirs                                         | 19               |                                                                           | Arbitrage : Mads Frandsen Mikael Nord Juges de lignes : Nicolas Constantineau Andreas Krøyer |

| 17 mai | Suède | 6-0 (5-0, 0-0, 1-0) | Grande-Bretagne | Nokia Arena 3 012 spectateurs |

| Feuille de match | Feuille de match | Feuille de match                | Feuille de match | Feuille de match                                                                       |
| ---------------- | --- | ------------------------------- | ---------------- | -------------------------------------------------------------------------------------- |
|                  | Asplund (Kellman, Dahlin) — 13 s Nordström (Larsson, Bemström) — 7 min 43 s Bengtsson (Bromé) — 10 min 24 s Dahlin (Pudas, Bengtsson) — 13 min 9 s Asplund (Kellman, Dahlin) — 19 min 55 s (SN) Bengtsson (Lang, Tömmernes) — 53 min 9 s | 1-0 2-0 3-0 4-0 5-0 6-0         |                  | Arbitrage : Fraser Lawrence Marian Rohatsch Juges de lignes : Jonas Merten Šimon Synek |
| Hellberg         | Gardiens | Bowns (20 min) Whistle (40 min) |                  | Arbitrage : Fraser Lawrence Marian Rohatsch Juges de lignes : Jonas Merten Šimon Synek |
| 4 min            | Pénalités | 10 min                          |                  | Arbitrage : Fraser Lawrence Marian Rohatsch Juges de lignes : Jonas Merten Šimon Synek |
| 38               | Tirs | 16                              |                  | Arbitrage : Fraser Lawrence Marian Rohatsch Juges de lignes : Jonas Merten Šimon Synek |

| 18 mai | Norvège | 5-3 (1-1, 2-1, 2-1) | Autriche | Nokia Arena 6 137 spectateurs |

| Feuille de match | Feuille de match | Feuille de match                | Feuille de match | Feuille de match                                                                           |
| ---------------- | --- | ------------------------------- | --- | ------------------------------------------------------------------------------------------ |
|                  | - Rosseli Olsen (K. Olimb) — 7 min 33 s (IN) Martinsen (Johannesen, Rosseli Olsen) — 20 min 55 s - Røymark (Haga, Nørstebø) — 31 min 44 s (JS) Rosseli Olsen (Martinsen, K. Olimb) — 47 min 32 s (2 SN) - Rønnild (Jakobsson) — 59 min 47 s (IN) | 0-1 1-1 2-1 2-2 3-2 4-2 4-3 5-3 | Heinrich (Wukovits, Schneider) — 6 min 48 s (SN) - Haudum (Unterweger, Ganahl) — 26 min 54 s (SN) - Schneider (Wukovits, Heinrich) — 56 min 12 s (SN) - | Arbitrage : Fraser Lawrence Miroslav Stolc Juges de lignes : Maxime Chaput David Obwegeser |
| Haukeland        | Gardiens | Kickert                         | | Arbitrage : Fraser Lawrence Miroslav Stolc Juges de lignes : Maxime Chaput David Obwegeser |
| 14 min           | Pénalités | 33 min                          | | Arbitrage : Fraser Lawrence Miroslav Stolc Juges de lignes : Maxime Chaput David Obwegeser |
| 26               | Tirs | 27                              | | Arbitrage : Fraser Lawrence Miroslav Stolc Juges de lignes : Maxime Chaput David Obwegeser |

| 18 mai | Finlande | 2-3 (TB) (0-1, 2-0, 0-1, 0-0, 0-1) | Suède | Nokia Arena 11 695 spectateurs |

| Feuille de match | Feuille de match                                                                        | Feuille de match    | Feuille de match | Feuille de match                                                                          |
| ---------------- | --------------------------------------------------------------------------------------- | ------------------- | --- | ----------------------------------------------------------------------------------------- |
|                  | - Lehtonen (Björninen, Antilla) — 23 min 38 s Vatanen (Lehtonen, Armia) — 25 min 39 s - | 0-1 1-1 2-1 2-2 2-3 | Larsson (Peterson, Dahlin) — 11 min 38 s - Kellman (Gustafsson, Ekman-Larsson) — 46 min 38 s Bemström — 65 min (TB) | Arbitrage : Jeff Ingram Sean MacFarlane Juges de lignes : Nick Briganti Nathan van Oosten |
| Säteri           | Gardiens                                                                                | Hellberg            | | Arbitrage : Jeff Ingram Sean MacFarlane Juges de lignes : Nick Briganti Nathan van Oosten |
| 4 min            | Pénalités                                                                               | 6 min               | | Arbitrage : Jeff Ingram Sean MacFarlane Juges de lignes : Nick Briganti Nathan van Oosten |
| 31               | Tirs                                                                                    | 25                  | | Arbitrage : Jeff Ingram Sean MacFarlane Juges de lignes : Nick Briganti Nathan van Oosten |

| 19 mai | Grande-Bretagne | 0-3 (0-0, 0-1, 0-2) | États-Unis | Nokia Arena 4 506 spectateurs |

| Feuille de match | Feuille de match | Feuille de match | Feuille de match | Feuille de match                                                                  |
| ---------------- | ---------------- | ---------------- | --- | --------------------------------------------------------------------------------- |
|                  |                  | 0-1 0-2 0-3      | Meyers (Peeke, Schmidt) — 28 min 20 s Bellows (Gaudette, Farrell) — 40 min 58 s (SN) Bellows (Farrel, Schmidt) — 43 min 41 s (SN) | Arbitrage : Jeff Ingram Miroslav Stolc Juges de lignes : Jonas Merten Šimon Synek |
| Whistle          | Gardiens         | Swayman          | | Arbitrage : Jeff Ingram Miroslav Stolc Juges de lignes : Jonas Merten Šimon Synek |
| 10 min           | Pénalités        | 12 min           | | Arbitrage : Jeff Ingram Miroslav Stolc Juges de lignes : Jonas Merten Šimon Synek |
| 17               | Tirs             | 38               | | Arbitrage : Jeff Ingram Miroslav Stolc Juges de lignes : Jonas Merten Šimon Synek |

| 19 mai | Tchéquie | 5-1 (5-0, 0-0, 0-1) | Lettonie | Nokia Arena 4 506 spectateurs |

| Feuille de match | Feuille de match | Feuille de match                    | Feuille de match                            | Feuille de match                                                                             |
| ---------------- | --- | ----------------------------------- | ------------------------------------------- | -------------------------------------------------------------------------------------------- |
|                  | Zohorna (Hertl, Sklenička) — 4 min 2 s Červenka (Pastrňák, Krejčí) — 4 min 58 s (SN) Špaček (Flek) — 6 min 41 s Hertl (Zohorna, Blümel) — 16 min 30 s Pastrňák (Krejčí, Červenka) — 18 min 56 s - | 1-0 2-0 3-0 4-0 5-0 5-1             | - Kulda (Ri. Bukarts, Džeriņš) — 41 min 1 s | Arbitrage : Fraser Lawrence Sean MacFarlane Juges de lignes : Andreas Krøyer David Obwegeser |
| Vejmelka         | Gardiens | Merzļikins (20 min) Šilovs (40 min) |                                             | Arbitrage : Fraser Lawrence Sean MacFarlane Juges de lignes : Andreas Krøyer David Obwegeser |
| 6 min            | Pénalités | 6 min                               |                                             | Arbitrage : Fraser Lawrence Sean MacFarlane Juges de lignes : Andreas Krøyer David Obwegeser |
| 28               | Tirs | 17                                  |                                             | Arbitrage : Fraser Lawrence Sean MacFarlane Juges de lignes : Andreas Krøyer David Obwegeser |

| 20 mai | Grande-Bretagne | 0-6 (0-2, 0-2, 0-2) | Finlande | Nokia Arena 11 502 spectateurs |

| Feuille de match | Feuille de match | Feuille de match        | Feuille de match | Feuille de match                                                                      |
| ---------------- | ---------------- | ----------------------- | --- | ------------------------------------------------------------------------------------- |
|                  |                  | 0-1 0-2 0-3 0-4 0-5 0-6 | Friman (Vatanen, Lammikko) — 6 min 48 s Hietanen (Manninen, Lehtonen) — 11 min 38 s Filppula (Granlund, Hartikainen) — 26 min 40 s Armia (Friman, Pesonen) — 28 min 27 s Mäenalanen (Lindell, Ohtamaa) — 49 min 1 s Rajala (Heiskanen, Pesonen) — 55 min 42 s (SN) | Arbitrage : Pierre Dehaen Mads Frandsen Juges de lignes : Nick Briganti Elias Seewald |
| Bowns            | Gardiens         | Olkinuora               | | Arbitrage : Pierre Dehaen Mads Frandsen Juges de lignes : Nick Briganti Elias Seewald |
| 4 min            | Pénalités        | 2 min                   | | Arbitrage : Pierre Dehaen Mads Frandsen Juges de lignes : Nick Briganti Elias Seewald |
| 10               | Tirs             | 42                      | | Arbitrage : Pierre Dehaen Mads Frandsen Juges de lignes : Nick Briganti Elias Seewald |

| 20 mai | Lettonie | 4-3 (TB) (0-0, 3-2, 0-1, 0-0, 1-0) | Autriche | Nokia Arena 8 516 spectateurs |

| Feuille de match | Feuille de match | Feuille de match            | Feuille de match | Feuille de match                                                                   |
| ---------------- | --- | --------------------------- | --- | ---------------------------------------------------------------------------------- |
|                  | - Balcers (Jaks, Ābols) — 25 min 36 s Ri. Bukarts (Čukste, Džeriņš) — 29 min 50 s (SN) - Balcers (Ri. Bukarts, Sotnieks) — 35 min 40 s - Ro. Bukarts — 65 min (TB) | 0-1 1-1 2-1 2-2 3-2 3-3 4-3 | Nissner (Raffl, Schneider) — 21 min 10 s - Heinrich (Schneider, Haudum) — 31 min 24 s (2 SN) - Raffl (Zündel, Nissner) — 46 min 21 s - | Arbitrage : Mikael Nord Miroslav Stolc Juges de lignes : Maxime Chaput Šimon Synek |
| Šilovs           | Gardiens | Starkbaum                   | | Arbitrage : Mikael Nord Miroslav Stolc Juges de lignes : Maxime Chaput Šimon Synek |
| 10 min           | Pénalités | 10 min                      | | Arbitrage : Mikael Nord Miroslav Stolc Juges de lignes : Maxime Chaput Šimon Synek |
| 21               | Tirs | 32                          | | Arbitrage : Mikael Nord Miroslav Stolc Juges de lignes : Maxime Chaput Šimon Synek |

| 21 mai | États-Unis | 3-2 (pr) (1-1, 1-0, 0-1, 1-0) | Suède | Nokia Arena 8 304 spectateurs |

| Feuille de match | Feuille de match | Feuille de match    | Feuille de match                                              | Feuille de match                                                                            |
| ---------------- | --- | ------------------- | ------------------------------------------------------------- | ------------------------------------------------------------------------------------------- |
|                  | - Gaudette (Meyers, Peeke) — 7 min 50 s Schmidt (Gaudette, Tynan) — 28 min 58 s (SN) - Gaudette (Tynan, Swayman) — 64 min 48 s | 0-1 1-1 2-1 2-2 3-2 | Dahlin (Lang, Åman) — 2 min 28 s - Grundström — 46 min 56 s - | Arbitrage : Fraser Lawrence Peter Stano Juges de lignes : David Obwegeser Nathan van Oosten |
| Swayman          | Gardiens | Ullmark             |                                                               | Arbitrage : Fraser Lawrence Peter Stano Juges de lignes : David Obwegeser Nathan van Oosten |
| 6 min            | Pénalités | 6 min               |                                                               | Arbitrage : Fraser Lawrence Peter Stano Juges de lignes : David Obwegeser Nathan van Oosten |
| 24               | Tirs | 22                  |                                                               | Arbitrage : Fraser Lawrence Peter Stano Juges de lignes : David Obwegeser Nathan van Oosten |

| 21 mai | Autriche | 0-3 (0-1, 0-1, 0-1) | Finlande | Nokia Arena 11 573 spectateurs |

| Feuille de match | Feuille de match | Feuille de match | Feuille de match | Feuille de match                                                                  |
| ---------------- | ---------------- | ---------------- | --- | --------------------------------------------------------------------------------- |
|                  |                  | 0-1 0-2 0-3      | Filppula (Hartikainen, Granlund) — 1 min 45 s Granlund (Hartikainen, Lehtonen) — 24 min 10 s Rajala (Filppula) — 47 min 39 s | Arbitrage : Jeff Ingram Mikael Nord Juges de lignes : Nick Briganti Maxime Chaput |
| Kickert          | Gardiens         | Olkinuora        | | Arbitrage : Jeff Ingram Mikael Nord Juges de lignes : Nick Briganti Maxime Chaput |
| 6 min            | Pénalités        | 2 min            | | Arbitrage : Jeff Ingram Mikael Nord Juges de lignes : Nick Briganti Maxime Chaput |
| 19               | Tirs             | 39               | | Arbitrage : Jeff Ingram Mikael Nord Juges de lignes : Nick Briganti Maxime Chaput |

| 21 mai | Norvège | 1-4 (0-1, 0-1, 1-2) | Tchéquie | Nokia Arena 6 015 spectateurs |

| Feuille de match | Feuille de match                              | Feuille de match    | Feuille de match | Feuille de match                                                                          |
| ---------------- | --------------------------------------------- | ------------------- | --- | ----------------------------------------------------------------------------------------- |
|                  | - Hoff (Trettenes, Haga) — 44 min 27 s (SN) - | 0-1 0-2 0-3 1-3 1-4 | Pastrňák (Krejčí, Červenka) — 6 min 26 s (SN) Vrána (Černoch, Kundrátek) — 22 min 21 s (SN) Pastrňák — 40 min 48 s (TP) - Červenka (Pastrňák, Krejčí) — 58 min 34 s (CV) | Arbitrage : Mads Frandsen Sean MacFarlane Juges de lignes : Tommi Niittylä Emil Yletyinen |
| Arntzen          | Gardiens                                      | Vejmelka            | | Arbitrage : Mads Frandsen Sean MacFarlane Juges de lignes : Tommi Niittylä Emil Yletyinen |
| 12 min           | Pénalités                                     | 10 min              | | Arbitrage : Mads Frandsen Sean MacFarlane Juges de lignes : Tommi Niittylä Emil Yletyinen |
| 22               | Tirs                                          | 32                  | | Arbitrage : Mads Frandsen Sean MacFarlane Juges de lignes : Tommi Niittylä Emil Yletyinen |

| 22 mai | Grande-Bretagne | 3-4 (2-0, 1-2, 0-2) | Lettonie | Nokia Arena 4 860 spectateurs |

| Feuille de match | Feuille de match | Feuille de match                              | Feuille de match | Feuille de match                                                                      |
| ---------------- | --- | --------------------------------------------- | --- | ------------------------------------------------------------------------------------- |
|                  | Perlini (Myers, Neilson) — 5 min 24 s (SN) Neilson (Hook, Jones) — 12 min 16 s (JS) - Hook (O'Connor, Batch) — 26 min 24 s - | 1-0 2-0 2-1 3-1 3-2 3-3 3-4                   | - Batņa (Jeļisejevs, Čukste) — 24 min 17 s - Jaks (Ro. Bukarts, Dzierkals) — 34 min 34 s (SN) Ri. Bukarts (Dzierkals, Ro. Bukarts) — 51 min 49 s (SN) Džeriņš (Dzierkals, Čukste) — 53 min 11 s (SN) | Arbitrage : Pierre Dehaen Sean MacFarlane Juges de lignes : Elias Seewald Šimon Synek |
| Bowns            | Gardiens | Merzļikins (26 min 24 s) Šilovs (33 min 36 s) | | Arbitrage : Pierre Dehaen Sean MacFarlane Juges de lignes : Elias Seewald Šimon Synek |
| 14 min           | Pénalités | 10 min                                        | | Arbitrage : Pierre Dehaen Sean MacFarlane Juges de lignes : Elias Seewald Šimon Synek |
| 19               | Tirs | 36                                            | | Arbitrage : Pierre Dehaen Sean MacFarlane Juges de lignes : Elias Seewald Šimon Synek |

| 22 mai | Suède | 7-1 (1-0, 4-0, 2-1) | Norvège | Nokia Arena 3 707 spectateurs |

| Feuille de match | Feuille de match | Feuille de match                | Feuille de match                                 | Feuille de match                                                                    |
| ---------------- | --- | ------------------------------- | ------------------------------------------------ | ----------------------------------------------------------------------------------- |
|                  | Peterson (Gustafsson, Nylander) — 11 min 48 s (SN) Nylander (Gustafsson, Peterson) — 27 min 43 s (SN) Peterson (Grundström, Tömmernes) — 28 min 47 s Asplund (Kellman) — 31 min 38 s Wallmark (Dahlin, Bemström) — 37 min 33 s (SN) - Friberg (Lang, Åman) — 43 min 13 s Asplund (Nylander, Wallmark) — 49 min 57 s (SN) | 1-0 2-0 3-0 4-0 5-0 5-1 6-1 7-1 | - Fladeby (Johannesen, K. Olimb) — 40 min 44 s - | Arbitrage : Andris Ansons Robin Šír Juges de lignes : Nick Briganti David Obwegeser |
| Hellberg         | Gardiens | Arntzen                         |                                                  | Arbitrage : Andris Ansons Robin Šír Juges de lignes : Nick Briganti David Obwegeser |
| 8 min            | Pénalités | 10 min                          |                                                  | Arbitrage : Andris Ansons Robin Šír Juges de lignes : Nick Briganti David Obwegeser |
| 35               | Tirs | 20                              |                                                  | Arbitrage : Andris Ansons Robin Šír Juges de lignes : Nick Briganti David Obwegeser |

| 23 mai | États-Unis | 0-1 (0-1, 0-0, 0-0) | Tchéquie | Nokia Arena 5 270 spectateurs |

| Feuille de match | Feuille de match | Feuille de match | Feuille de match              | Feuille de match                                                                          |
| ---------------- | ---------------- | ---------------- | ----------------------------- | ----------------------------------------------------------------------------------------- |
|                  |                  | 0-1              | Blümel (Zohorna) — 7 min 53 s | Arbitrage : Lassi Heikkinen Jeff Ingram Juges de lignes : Maxime Chaput Nathan van Oosten |
| Swayman          | Gardiens         | Vejmelka         |                               | Arbitrage : Lassi Heikkinen Jeff Ingram Juges de lignes : Maxime Chaput Nathan van Oosten |
| 7 min            | Pénalités        | 6 min            |                               | Arbitrage : Lassi Heikkinen Jeff Ingram Juges de lignes : Maxime Chaput Nathan van Oosten |
| 24               | Tirs             | 16               |                               | Arbitrage : Lassi Heikkinen Jeff Ingram Juges de lignes : Maxime Chaput Nathan van Oosten |

| 23 mai | Autriche | 5-3 (0-1, 0-1, 5-1) | Grande-Bretagne | Nokia Arena 3 321 spectateurs |

| Feuille de match | Feuille de match | Feuille de match                | Feuille de match                                                                              | Feuille de match                                                                     |
| ---------------- | --- | ------------------------------- | --------------------------------------------------------------------------------------------- | ------------------------------------------------------------------------------------ |
|                  | - Wukovits (Schneider, Raffl) — 44 min 51 s (SN) - Heinrich (Haudum, Kasper) — 47 min 28 s Nissner (Raffl) — 51 min 26 s Raffl (Schneider, Nissner) — 58 min 54 s Schneider (Heinrich, Nissner) — 59 min 16 s (CV) | 0-1 0-2 1-2 1-3 2-3 3-3 4-3 5-3 | Myers (Perlini, Neilson) — 19 min (SN) Dowd (Neilson) — 21 min 57 s - Neilson — 46 min 19 s - | Arbitrage : Mads Frandsen Mikael Nord Juges de lignes : Jonas Merten David Obwegeser |
| Starkbaum        | Gardiens | Bowns                           |                                                                                               | Arbitrage : Mads Frandsen Mikael Nord Juges de lignes : Jonas Merten David Obwegeser |
| 6 min            | Pénalités | 2 min                           |                                                                                               | Arbitrage : Mads Frandsen Mikael Nord Juges de lignes : Jonas Merten David Obwegeser |
| 29               | Tirs | 28                              |                                                                                               | Arbitrage : Mads Frandsen Mikael Nord Juges de lignes : Jonas Merten David Obwegeser |

| 24 mai | Suède | 1-0 (0-0, 1-0, 0-0) | Lettonie | Nokia Arena 5 560 spectateurs |

| Feuille de match | Feuille de match                               | Feuille de match | Feuille de match | Feuille de match                                                                         |
| ---------------- | ---------------------------------------------- | ---------------- | ---------------- | ---------------------------------------------------------------------------------------- |
|                  | Nylander (Dahlin, Wallmark) — 34 min 54 s (SN) | 1-0              |                  | Arbitrage : Mads Frandsen Roy Stian Hansen Juges de lignes : Andreas Krøyer Jonas Merten |
| Ullmarj          | Gardiens                                       | Šilovs           |                  | Arbitrage : Mads Frandsen Roy Stian Hansen Juges de lignes : Andreas Krøyer Jonas Merten |
| 6 min            | Pénalités                                      | 4 min            |                  | Arbitrage : Mads Frandsen Roy Stian Hansen Juges de lignes : Andreas Krøyer Jonas Merten |
| 35               | Tirs                                           | 21               |                  | Arbitrage : Mads Frandsen Roy Stian Hansen Juges de lignes : Andreas Krøyer Jonas Merten |

| 24 mai | États-Unis | 4-2 (2-0, 1-1, 1-1) | Norvège | Nokia Arena 5 435 spectateurs |

| Feuille de match | Feuille de match | Feuille de match        | Feuille de match                                                                           | Feuille de match                                                                    |
| ---------------- | --- | ----------------------- | ------------------------------------------------------------------------------------------ | ----------------------------------------------------------------------------------- |
|                  | Hartman (Galenchyuk, Lafferty) — 3 min 45 s Boldy (Galenchyuk) — 7 min 20 s - Meyers (Hughes, Kuhlman) — 28 min 5 s - Farrell — 59 min 20 s (CV) | 1-0 2-0 2-1 3-1 3-2 4-2 | - Martinsen (Haga, Røymark) — 22 min 43 s - Rokseth (Jakobsson, Trettenes) — 41 min 59 s - | Arbitrage : Jeff Ingram Fraser Lawrence Juges de lignes : Maxime Chaput Šimon Synek |
| Swayman          | Gardiens | Haukeland               |                                                                                            | Arbitrage : Jeff Ingram Fraser Lawrence Juges de lignes : Maxime Chaput Šimon Synek |
| 4 min            | Pénalités | 4 min                   |                                                                                            | Arbitrage : Jeff Ingram Fraser Lawrence Juges de lignes : Maxime Chaput Šimon Synek |
| 37               | Tirs | 23                      |                                                                                            | Arbitrage : Jeff Ingram Fraser Lawrence Juges de lignes : Maxime Chaput Šimon Synek |

| 24 mai | Finlande | 3-0 (2-0, 1-0, 0-0) | Tchéquie | Nokia Arena 11 673 spectateurs |

| Feuille de match | Feuille de match | Feuille de match | Feuille de match | Feuille de match                                                                  |
| ---------------- | --- | ---------------- | ---------------- | --------------------------------------------------------------------------------- |
|                  | Armia (Pesonen) — 9 min 31 s Manninen (Sallinen, Granlund) — 16 min 17 s (SN) Rajala (Seppälä, Heiskainen) — 35 min 34 s | 1-0 2-0 3-0      |                  | Arbitrage : Mikael Nord Miroslav Stolc Juges de lignes : Nick Briganti Jake Davis |
| Olkinuora        | Gardiens | Langhamer        |                  | Arbitrage : Mikael Nord Miroslav Stolc Juges de lignes : Nick Briganti Jake Davis |
| 4 min            | Pénalités | 6 min            |                  | Arbitrage : Mikael Nord Miroslav Stolc Juges de lignes : Nick Briganti Jake Davis |
| 19               | Tirs | 24               |                  | Arbitrage : Mikael Nord Miroslav Stolc Juges de lignes : Nick Briganti Jake Davis |

##### Classement
| Clt   | Équipe          | PJ | V | VP | D | DP | BP | BC | Diff | Pts |
| ----- | --------------- | -- | - | -- | - | -- | -- | -- | ---- | --- |
| +001, | Finlande        | 7  | 6 | 0  | 0 | 1  | 25 | 5  | +20  | 19  |
| +002, | Suède           | 7  | 5 | 1  | 0 | 1  | 27 | 10 | +17  | 18  |
| +003, | Tchéquie        | 7  | 4 | 0  | 2 | 1  | 19 | 13 | +6   | 13  |
| +004, | États-Unis      | 7  | 3 | 2  | 2 | 0  | 18 | 12 | +6   | 13  |
| +005, | Lettonie        | 7  | 2 | 1  | 4 | 0  | 14 | 20 | -6   | 8   |
| +006, | Autriche        | 7  | 1 | 1  | 3 | 2  | 16 | 22 | -6   | 7   |
| +007, | Norvège         | 7  | 1 | 1  | 5 | 0  | 15 | 19 | -14  | 5   |
| +008, | Grande-Bretagne | 7  | 0 | 0  | 6 | 1  | 10 | 33 | -23  | 1   |

- En gras : qualifié pour les quarts de finale
- En italique : relégué en Division IA

Pour les significations des abréviations, voir statistiques du hockey sur glace.

### Phase finale

#### Tableau
|  | Quarts de finale | Quarts de finale |            |            | Demi-finales           | Demi-finales           |   |  | Finale   | Finale |
|  | Quarts de finale | Quarts de finale |            |            | Demi-finales           | Demi-finales           |   |  | Finale   | Finale |
|  |                  |                  |            |            |                        |                        |   |  |          |        |
|  | 26 mai           | 26 mai           |            |            | 28 mai                 | 28 mai                 |   |  | 29 mai   | 29 mai |
|  | 26 mai           | 26 mai           |            |            | 28 mai                 | 28 mai                 |   |  | 29 mai   | 29 mai |
|  | Suisse           | 0                |            |            | 28 mai                 | 28 mai                 |   |  | 29 mai   | 29 mai |
|  | Suisse           | 0                |            |            | 28 mai                 | 28 mai                 |   |  | 29 mai   | 29 mai |
|  | États-Unis       | 3                |            |            | 28 mai                 | 28 mai                 |   |  | 29 mai   | 29 mai |
|  | États-Unis       | 3                | États-Unis | 3          |                        |                        |   |  | 29 mai   | 29 mai |
|  | 26 mai           |                  | États-Unis | 3          |                        |                        |   |  | 29 mai   | 29 mai |
|  |                  | Finlande         | 4          |            |                        |                        |   |  | 29 mai   | 29 mai |
|  | Finlande         | Finlande         | 4          | 4          |                        |                        |   |  | 29 mai   | 29 mai |
|  | Finlande         |                  |            | 4          |                        |                        |   |  | 29 mai   | 29 mai |
|  | Slovaquie        | 2                |            |            |                        |                        |   |  | 29 mai   | 29 mai |
|  | Slovaquie        | 2                | Finlande   | 4 P        |                        |                        |   |  |          |        |
|  | 26 mai           |                  | Finlande   | 4 P        |                        |                        |   |  |          |        |
|  |                  | Canada           | 3          |            |                        |                        |   |  |          |        |
|  | Allemagne        | Canada           | 3          | 1          |                        |                        |   |  |          |        |
|  | Allemagne        | 28 mai           |            | 1          |                        |                        |   |  |          |        |
|  | Tchéquie         | 4                |            |            |                        |                        |   |  |          |        |
|  | Tchéquie         | 4                | Tchéquie   | 1          |                        |                        |   |  |          |        |
|  | 26 mai           | 26 mai           | Tchéquie   | 1          | Match pour la 3e place | Match pour la 3e place |   |  |          |        |
|  | 26 mai           | 26 mai           |            | Canada     | Match pour la 3e place | Match pour la 3e place | 6 |  |          |        |
|  | Suède            | 3                | 29 mai     | 29 mai     |                        |                        | 6 |  |          |        |
|  | Suède            | 3                | 29 mai     | 29 mai     |                        |                        |   |  |          |        |
|  | Canada           | 4 P              |            | États-Unis | 4                      |                        |   |  |          |        |
|  | Canada           | 4 P              |            | États-Unis | 4                      |                        |   |  |          |        |
|  |                  |                  |            |            |                        |                        |   |  | Tchéquie | 8      |
|  |                  |                  |            |            |                        |                        |   |  | Tchéquie | 8      |

- P : Prolongation

#### Quarts de finale
| 26 mai | Allemagne | 1-4 (0-2, 0-1, 1-1) | Tchéquie | Patinoire d'Helsinki 4 290 spectateurs |

| Feuille de match | Feuille de match                                 | Feuille de match    | Feuille de match | Feuille de match                                                                   |
| ---------------- | ------------------------------------------------ | ------------------- | --- | ---------------------------------------------------------------------------------- |
|                  | - Seider (Noebels, Plachta) — 53 min 48 s (JS) - | 0-1 0-2 0-3 1-3 1-4 | Pastrňák (Krejčí, Červenka) — 2 min 17 s (SN) Červenka (Krejčí, Hronek) — 10 min 4 s (SN) Krejčí (Pastrňák, Červenka) — 32 min 10 s (SN) - Smejkal (Kämpf) — 58 min 10 s (CV) | Arbitrage : Mikael Nord Miroslav Stolc Juges de lignes : Maxime Chaput Šimon Synek |
| Grubauer         | Gardiens                                         | Vejmelka            | | Arbitrage : Mikael Nord Miroslav Stolc Juges de lignes : Maxime Chaput Šimon Synek |
| 8 min            | Pénalités                                        | 6 min               | | Arbitrage : Mikael Nord Miroslav Stolc Juges de lignes : Maxime Chaput Šimon Synek |
| 22               | Tirs                                             | 24                  | | Arbitrage : Mikael Nord Miroslav Stolc Juges de lignes : Maxime Chaput Šimon Synek |

| 26 mai | Suède | 3-4 (pr) (2-0, 1-0, 0-3, 0-1) | Canada | Nokia Arena 8 576 spectateurs |

| Feuille de match | Feuille de match | Feuille de match            | Feuille de match | Feuille de match                                                                     |
| ---------------- | --- | --------------------------- | --- | ------------------------------------------------------------------------------------ |
|                  | Klingberg (Lang, Peterson) — 1 min 27 s Nylander (Nordström) — 7 min 4 s Friberg (Gustafsson, Ekman-Larsson) — 28 min 23 s - | 1-0 2-0 3-0 3-1 3-2 3-3 3-4 | - Graves (Roy, Comtois) — 41 min 21 s Dubois (Chabot, Cozens) — 58 min 7 s (SN + JS) Barzal (Batherson, Comtois) — 58 min 37 s (JS) Batherson (Barzal, Dubois) — 60 min 43 s (SN) | Arbitrage : Lassi Heikkinen Jake Rekucki Juges de lignes : Hannu Sormunen Josef Špůr |
| Ullmark          | Gardiens | Driedger                    | | Arbitrage : Lassi Heikkinen Jake Rekucki Juges de lignes : Hannu Sormunen Josef Špůr |
| 6 min            | Pénalités | 10 min                      | | Arbitrage : Lassi Heikkinen Jake Rekucki Juges de lignes : Hannu Sormunen Josef Špůr |
| 19               | Tirs | 42                          | | Arbitrage : Lassi Heikkinen Jake Rekucki Juges de lignes : Hannu Sormunen Josef Špůr |

| 26 mai | Suisse | 0-3 (0-2, 0-0, 0-1) | États-Unis | Patinoire d'Helsinki 3 727 spectateurs |

| Feuille de match | Feuille de match | Feuille de match | Feuille de match                                                                                                  | Feuille de match                                                                          |
| ---------------- | ---------------- | ---------------- | --- | ----------------------------------------------------------------------------------------- |
|                  |                  | 0-1 0-2 0-3      | Meyers (Bellows, Hughes) — 11 min 59 s (SN) Gaudette (Peeke) — 16 min 42 s Meyers (Kuhlman, Farrell) — 54 min 6 s | Arbitrage : Andris Ansons Linus Öhlund Juges de lignes : Andreas Krøyer Nathan van Oosten |
| Genoni           | Gardiens         | Swayman          | | Arbitrage : Andris Ansons Linus Öhlund Juges de lignes : Andreas Krøyer Nathan van Oosten |
| 2 min            | Pénalités        | 4 min            | | Arbitrage : Andris Ansons Linus Öhlund Juges de lignes : Andreas Krøyer Nathan van Oosten |
| 33               | Tirs             | 22               | | Arbitrage : Andris Ansons Linus Öhlund Juges de lignes : Andreas Krøyer Nathan van Oosten |

| 26 mai | Finlande | 4-2 (1-2, 1-0, 2-0) | Slovaquie | Nokia Arena 11 341 spectateurs |

| Feuille de match | Feuille de match | Feuille de match        | Feuille de match                                                   | Feuille de match                                                                        |
| ---------------- | --- | ----------------------- | ------------------------------------------------------------------ | --------------------------------------------------------------------------------------- |
|                  | - Anttila (Friman, Pokka) — 18 min 27 s Anttila — 23 min 44 s Manninen (Sallinen, Lehtonen) — 44 min 1 s Mäenalanen (Anttila, Björninen) — 59 min 59 s (CV) | 0-1 0-2 1-2 2-2 3-2 4-2 | Sýkora (Lunter) — 8 min 17 s Regenda (Takáč, Ivan) — 15 min 16 s - | Arbitrage : Fraser Lawrence Sean MacFarlane Juges de lignes : Jake Davis Emil Yletyinen |
| Olkinuora        | Gardiens | Húska                   |                                                                    | Arbitrage : Fraser Lawrence Sean MacFarlane Juges de lignes : Jake Davis Emil Yletyinen |
| 4 min            | Pénalités | 2 min                   |                                                                    | Arbitrage : Fraser Lawrence Sean MacFarlane Juges de lignes : Jake Davis Emil Yletyinen |
| 25               | Tirs | 21                      |                                                                    | Arbitrage : Fraser Lawrence Sean MacFarlane Juges de lignes : Jake Davis Emil Yletyinen |

#### Demi-finales
| 28 mai | Finlande | 4-3 (1-1, 2-1, 1-1) | États-Unis | Nokia Arena 11 055 spectateurs |

| Feuille de match | Feuille de match | Feuille de match            | Feuille de match | Feuille de match                                                                     |
| ---------------- | --- | --------------------------- | --- | ------------------------------------------------------------------------------------ |
|                  | - Heiskanen (Pesonen, Armia) — 16 min 53 s Manninen (Lehtonen, Hartikainen) — 24 min 11 s (SN) - Vatanen (Pesonen, Heiskanen) — 29 min 40 s Armia (Heiskanen, Vatanen) — 45 min 3 s - | 0-1 1-1 2-1 2-2 3-2 4-2 4-3 | Schmidt (Peeke, Tynan) — 1 min 4 s - Farrell (Meyers, Jones) — 26 min 52 s - Gaudette (Boldy, Tynan) — 57 min 9 s (JS) | Arbitrage : Mikael Nord Linus Öhlund Juges de lignes : Šimon Synek Nathan van Oosten |
| Olkinuora        | Gardiens | Swayman                     | | Arbitrage : Mikael Nord Linus Öhlund Juges de lignes : Šimon Synek Nathan van Oosten |
| 2 min            | Pénalités | 6 min                       | | Arbitrage : Mikael Nord Linus Öhlund Juges de lignes : Šimon Synek Nathan van Oosten |
| 26               | Tirs | 28                          | | Arbitrage : Mikael Nord Linus Öhlund Juges de lignes : Šimon Synek Nathan van Oosten |

| 28 mai | Canada | 6-1 (1-1, 3-0, 2-0) | Tchéquie | Nokia Arena 9 047 spectateurs |

| Feuille de match | Feuille de match | Feuille de match            | Feuille de match                             | Feuille de match                                                                        |
| ---------------- | --- | --------------------------- | -------------------------------------------- | --------------------------------------------------------------------------------------- |
|                  | - Cozens (Dubois) — 19 min 27 s Lowry (Johnson, Chabot) — 27 min 33 s (SN) Johnson (Mercer) — 28 min 54 s Barzal (Cozens, Batherson) — 30 min 52 s (SN) Sillinger (Anderson) — 43 min 56 s Cozens (Batherson, Whitecloud) — 52 min 50 s | 0-1 1-1 2-1 3-1 4-1 5-1 6-1 | Krejčí (Červenka, Hronek) — 7 min 7 s (SN) - | Arbitrage : Lassi Heikkinen Jake Rekucki Juges de lignes : Nick Briganti Hannu Sormunen |
| Driedger         | Gardiens | Vejmelka                    |                                              | Arbitrage : Lassi Heikkinen Jake Rekucki Juges de lignes : Nick Briganti Hannu Sormunen |
| 8 min            | Pénalités | 8 min                       |                                              | Arbitrage : Lassi Heikkinen Jake Rekucki Juges de lignes : Nick Briganti Hannu Sormunen |
| 35               | Tirs | 26                          |                                              | Arbitrage : Lassi Heikkinen Jake Rekucki Juges de lignes : Nick Briganti Hannu Sormunen |

#### Match pour la troisième place
| 29 mai | Tchéquie | 8-4 (1-3, 1-0, 6-1) | États-Unis | Nokia Arena 9 737 spectateurs |

| Feuille de match                     | Feuille de match | Feuille de match                                | Feuille de match | Feuille de match                                                                               |
| ------------------------------------ | --- | ----------------------------------------------- | --- | ---------------------------------------------------------------------------------------------- |
|                                      | - Černoch (Flek, Stránský) — 15 min 19 s - Smejkal (Sklenička, Kundrátek) — 32 min 12 s Pastrňák (Hertl, Zohorna) — 40 min 51 s Červenka (Krejčí) — 42 min 29 s Pastrňák (Jordán, Hertl) — 43 min 37 s Kämpf (Smejkal) — 54 min 42 s (IN) Kämpf (Šimek) — 58 min 8 s (CV) - Pastrňák (Hertl, Červenka) — 59 min 23 s (SN) | 0-1 0-2 1-2 1-3 2-3 3-3 4-3 5-3 6-3 7-3 7-4 8-4 | Kuhlman (Meyers, Peeke) — 9 min 33 s Gaudette (Boldy, Tynan) — 12 min 14 s (SN) - Kuhlman (Schmidt, Lafferty) — 19 min 47 s (IN) - Bordeleau (Watson, Hayden) — 58 min 41 s - | Arbitrage : Lassi Heikkinen Fraser Lawrence Juges de lignes : Hannu Sormunen Nathan van Oosten |
| Vejmelka (20 min) Langhamer (40 min) | Gardiens | Swayman                                         | | Arbitrage : Lassi Heikkinen Fraser Lawrence Juges de lignes : Hannu Sormunen Nathan van Oosten |
| 6 min                                | Pénalités | 8 min                                           | | Arbitrage : Lassi Heikkinen Fraser Lawrence Juges de lignes : Hannu Sormunen Nathan van Oosten |
| 32                                   | Tirs | 24                                              | | Arbitrage : Lassi Heikkinen Fraser Lawrence Juges de lignes : Hannu Sormunen Nathan van Oosten |

#### Finale
| 29 mai | Finlande | 4-3 (pr) (0-0, 0-1, 3-2, 1-0) | Canada | Nokia Arena 11 487 spectateurs |

| Feuille de match | Feuille de match | Feuille de match            | Feuille de match | Feuille de match                                                                 |
| ---------------- | --- | --------------------------- | --- | -------------------------------------------------------------------------------- |
|                  | - Granlund (Heiskanen, Lehtonen) — 44 min 13 s (2 SN) Granlund (Lehtonen, Hartikainen) — 45 min 57 s (SN) Armia (Lammikko) — 54 min 4 s - Manninen (Granlund, Heiskanen) — 66 min 42 s (SN) | 0-1 1-1 2-1 3-1 3-2 3-3 4-3 | Cozens (Barzal, Severson) — 24 min - Whitecloud (Barzal, Anderson) — 57 min 48 s (JS) Comtois (Barzal, Batherson) — 58 min 36 s (JS) - | Arbitrage : Mikael Nord Linus Öhlund Juges de lignes : Nick Briganti Šimon Synek |
| Olkinuora        | Gardiens | Driedger                    | | Arbitrage : Mikael Nord Linus Öhlund Juges de lignes : Nick Briganti Šimon Synek |
| 4 min            | Pénalités | 10 min                      | | Arbitrage : Mikael Nord Linus Öhlund Juges de lignes : Nick Briganti Šimon Synek |
| 31               | Tirs | 22                          | | Arbitrage : Mikael Nord Linus Öhlund Juges de lignes : Nick Briganti Šimon Synek |

### Classement final
| Place              | Équipe          | Résultat final              |
| ------------------ | --------------- | --------------------------- |
| Médaille d'or      | Finlande        | Champion du monde           |
| Médaille d'argent  | Canada          | Vice-champion du monde      |
| Médaille de bronze | Tchéquie        | Troisième place             |
| 4                  | États-Unis      | Quatrième place             |
| 5                  | Suisse          | Éliminé en quarts de finale |
| 6                  | Suède           | Éliminé en quarts de finale |
| 7                  | Allemagne       | Éliminé en quarts de finale |
| 8                  | Slovaquie       | Éliminé en quarts de finale |
| 9                  | Danemark        | Éliminé en phase de groupes |
| 10                 | Lettonie        | Éliminé en phase de groupes |
| 11                 | Autriche        | Éliminé en phase de groupes |
| 12                 | France          | Éliminé en phase de groupes |
| 13                 | Norvège         | Éliminé en phase de groupes |
| 14                 | Kazakhstan      | Éliminé en phase de groupes |
| 15                 | Italie          | Relégué en Division IA      |
| 16                 | Grande-Bretagne | Relégué en Division IA      |

### Médaillés
| Champions du monde Finlande | Marko Anttila, Joel Armia, Hannes Björninen, Valtteri Filppula, Niklas Friman, Mikael Granlund, Teemu Hartikainen, Miro Heiskanen, Juuso Hietanen, Jere Innala, Juho Lammikko, Mikko Lehtonen, Esa Lindell, Saku Mäenalanen, Sakari Manninen, Atte Ohtamaa, Juho Olkinuora, Harri Pesonen, Ville Pokka, Toni Rajala, Jere Sallinen, Harri Säteri, Mikael Seppälä, Frans Tuohimaa et Sami Vatanen Entraîneur : Jukka Jalonen |

| Argent Canada | Josh Anderson, Mathew Barzal, Drake Batherson, Thomas Chabot, Maxime Comtois, Dylan Cozens, Chris Driedger, Pierre-Luc Dubois, Morgan Geekie, Ryan Graves, Noah Gregor, Nick Holden, Kent Johnson, Adam Lowry, Dysin Mayo, Dawson Mercer, Eric O'Dell, Nicolas Roy, Travis Sanheim, Damon Severson, Cole Sillinger, Logan Thompson, Matthew Tomkins et Zach Whitecloud Entraîneur : Claude Julien |

| Bronze Tchéquie | Matěj Blümel, Jiří Černoch, Roman Červenka, Lukáš Dostál, Jakub Flek, Tomáš Hertl, Filip Hronek, David Jiříček, Michal Jordán, David Kämpf, Michal Kempný, David Krejčí, Tomáš Kundrátek, Marek Langhamer, David Pastrňák, Jan Ščotka, Radim Šimek, Dominik Simon, David Sklenička, Jiří Smejkal, Michael Špaček, Matěj Stránský, Karel Vejmelka, Jakub Vrána et Hynek Zohorna Entraîneur : Kari Jalonen |

### Récompenses individuelles
| Équipe-type des médias :                                          |
| Červenka Dubois Manninen Lehtonen Jones Olkinuora MVP : Olkinuora |
| Červenka Dubois Manninen Lehtonen Jones Olkinuora MVP : Olkinuora |

Équipe type IIHF :
- Meilleur gardien : Juho Olkinuora (Finlande)
- Meilleur défenseur : Lehtonen (Finlande)
- Meilleur attaquant : Červenka (Tchéquie)

### Statistiques individuelles
Pour les significations des abréviations, voir statistiques du hockey sur glace.
| Clt | Joueur            | Équipe   | PJ | B | A  | Pts | Pun | +/- |
| --- | ----------------- | -------- | -- | - | -- | --- | --- | --- |
| 1   | Roman Červenka    | Tchéquie | 10 | 5 | 12 | 17  | 10  | +4  |
| 2   | Drake Batherson   | Canada   | 10 | 3 | 11 | 14  | 6   | +8  |
| 3   | Dylan Cozens      | Canada   | 10 | 7 | 6  | 13  | 2   | +12 |
| 3   | Pierre-Luc Dubois | Canada   | 10 | 7 | 6  | 13  | 12  | +11 |
| 5   | Denis Malgin      | Suisse   | 8  | 5 | 7  | 12  | 4   | +5  |
| 6   | David Krejčí      | Tchéquie | 10 | 3 | 9  | 12  | 4   | +6  |
| 7   | Mikko Lehtonen    | Finlande | 10 | 2 | 10 | 12  | 2   | +7  |
| 8   | Mikael Granlund   | Finlande | 9  | 5 | 6  | 11  | 2   | +2  |
| 9   | David Pastrňák    | Tchéquie | 7  | 7 | 3  | 10  | 2   | +3  |
| 10  | Sakari Manninen   | Finlande | 10 | 6 | 4  | 10  | 2   | +2  |

| Clt                                                                                               | Joueur                | Équipe     | PJ | Min          | BC | Moy  | %Arr  | Bl |
| ------------------------------------------------------------------------------------------------- | --------------------- | ---------- | -- | ------------ | -- | ---- | ----- | -- |
| 1                                                                                                 | Artūrs Šilovs         | Lettonie   | 4  | 196 min 21 s | 4  | 1,22 | 95,24 | 0  |
| 2                                                                                                 | Juho Olkinuora        | Finlande   | 8  | 486 min 42 s | 9  | 1,11 | 94,83 | 4  |
| 3                                                                                                 | Magnus Hellberg       | Suède      | 4  | 245 min      | 6  | 1,47 | 93,18 | 1  |
| 4                                                                                                 | Henri-Corentin Buysse | France     | 4  | 237 min 58 s | 7  | 1,76 | 93,14 | 0  |
| 5                                                                                                 | Chris Driedger        | Canada     | 6  | 341 min 48 s | 10 | 1,76 | 91,45 | 0  |
| 6                                                                                                 | Andreas Bernard       | Italie     | 5  | 284 min 7 s  | 17 | 3,59 | 91,10 | 0  |
| 7                                                                                                 | Sebastian Dahm        | Danemark   | 7  | 378 min 52 s | 13 | 2,06 | 90,97 | 1  |
| 8                                                                                                 | Jeremy Swayman        | États-Unis | 7  | 376 min 2 s  | 14 | 2,23 | 90,97 | 2  |
| 9                                                                                                 | Philipp Grubauer      | Allemagne  | 5  | 295 min 53 s | 12 | 2,43 | 90,70 | 1  |
| 10                                                                                                | David Kickert         | Autriche   | 3  | 182 min 7 s  | 10 | 3,29 | 90,29 | 0  |
| Nota : seuls sont classés les gardiens ayant joué au minimum 40 % du temps de jeu de leur équipe. |                       |            |    |              |    |      |       |    |

## Autres divisions

### Division I

#### Groupe A
La compétition se déroule du 3 au 8 mai 2022 au Hala Tivoli de Ljubljana en Slovénie.
Légende :
- En gras, promu en Division élite

Pour les significations des abréviations, voir statistiques du hockey sur glace.
| Clt   | Équipe       | PJ | V | VP | D | DP | BP | BC | Diff | Pts |
| ----- | ------------ | -- | - | -- | - | -- | -- | -- | ---- | --- |
| +001, | Slovénie     | 4  | 4 | 0  | 0 | 0  | 22 | 5  | +17  | 12  |
| +002, | Hongrie      | 4  | 3 | 0  | 1 | 0  | 12 | 9  | +3   | 9   |
| +003, | Lituanie     | 4  | 2 | 0  | 2 | 0  | 13 | 13 | 0    | 6   |
| +004, | Corée du Sud | 4  | 1 | 0  | 3 | 0  | 9  | 15 | -6   | 3   |
| +005, | Roumanie     | 4  | 0 | 0  | 4 | 0  | 8  | 22 | -14  | 0   |

| 3 mai | Hongrie      | 5 | 1 | Corée du Sud |
| 3 mai | Slovénie     | 4 | 2 | Lituanie     |
| 4 mai | Lituanie     | 1 | 2 | Hongrie      |
| 4 mai | Roumanie     | 1 | 9 | Slovénie     |
| 5 mai | Roumanie     | 1 | 4 | Corée du Sud |
| 6 mai | Corée du Sud | 3 | 5 | Lituanie     |
| 6 mai | Slovénie     | 5 | 1 | Hongrie      |
| 7 mai | Lituanie     | 5 | 4 | Roumanie     |
| 8 mai | Hongrie      | 4 | 2 | Roumanie     |
| 8 mai | Corée du Sud | 1 | 4 | Slovénie     |

#### Groupe B
La compétition se déroule du 26 avril au 1er mai à Tychy en Pologne.
Légende :
- En gras, promu en Division I, groupe A
- F : Tirs de fusillade

Pour les significations des abréviations, voir statistiques du hockey sur glace.
| Clt   | Équipe  | PJ | V | VP | D | DP | BP | BC | Diff | Pts |
| ----- | ------- | -- | - | -- | - | -- | -- | -- | ---- | --- |
| +001, | Pologne | 4  | 3 | 1  | 0 | 0  | 18 | 4  | +14  | 11  |
| +002, | Japon   | 4  | 3 | 0  | 1 | 0  | 23 | 9  | +14  | 9   |
| +003, | Ukraine | 4  | 2 | 0  | 1 | 1  | 19 | 11 | +8   | 7   |
| +004, | Estonie | 4  | 1 | 0  | 3 | 0  | 0  | 0  | 0    | 3   |
| +005, | Serbie  | 4  | 0 | 0  | 4 | 0  | 0  | 0  | 0    | 0   |

| 26 avril | Serbie  | 0 | 8   | Japon   |
| 26 avril | Pologne | 3 | 0   | Estonie |
| 27 avril | Ukraine | 7 | 0   | Serbie  |
| 28 avril | Japon   | 7 | 5   | Estonie |
| 28 avril | Ukraine | 2 | 3 F | Pologne |
| 29 avril | Serbie  | 2 | 10  | Pologne |
| 30 avril | Japon   | 8 | 2   | Ukraine |
| 30 avril | Estonie | 4 | 2   | Serbie  |
| 1er mai  | Pologne | 2 | 0   | Japon   |
| 1er mai  | Estonie | 0 | 8   | Ukraine |

### Division II

#### Groupe A
La compétition se déroule du 25 au 30 avril 2022 à Zagreb en Croatie.
L'Australie déclare forfait en raison de la pandémie de Covid-19.
Légende :
- En gras, promu en Division I, groupe B
- Forfait
- F : Tirs de fusillade

Pour les significations des abréviations, voir statistiques du hockey sur glace.
| Clt   | Équipe    | PJ | V | VP | D | DP | BP | BC | Diff | Pts |
| ----- | --------- | -- | - | -- | - | -- | -- | -- | ---- | --- |
| +001, | Chine     | 4  | 4 | 0  | 0 | 0  | 28 | 4  | +24  | 12  |
| +002, | Pays-Bas  | 4  | 3 | 0  | 1 | 0  | 19 | 10 | +9   | 9   |
| +003, | Croatie   | 4  | 1 | 1  | 2 | 0  | 9  | 12 | -3   | 5   |
| +004, | Espagne   | 4  | 1 | 0  | 2 | 1  | 10 | 12 | -2   | 4   |
| +005, | Israël    | 4  | 0 | 0  | 4 | 0  | 4  | 32 | -28  | 0   |
|       | Australie | 0  | 0 | 0  | 0 | 0  | 0  | 0  | 0    | 0   |

| 25 avril | Pays-Bas | 5   | 3 | Espagne  |
| 25 avril | Israël   | 1   | 5 | Croatie  |
| 26 avril | Chine    | 14  | 1 | Israël   |
| 27 avril | Chine    | 5   | 1 | Pays-Bas |
| 27 avril | Croatie  | 1 F | 0 | Espagne  |
| 28 avril | Israël   | 0   | 7 | Pays-Bas |
| 29 avril | Espagne  | 6   | 2 | Israël   |
| 29 avril | Croatie  | 1   | 5 | Chine    |
| 30 avril | Espagne  | 1   | 4 | Chine    |
| 30 avril | Pays-Bas | 6   | 2 | Croatie  |

#### Groupe B
La compétition se déroule du 18 au 23 avril 2022 à Reykjavik en Islande.
La Nouvelle-Zélande déclare forfait en raison de la pandémie de Covid-19.
Légende :
- En gras, promu en Division II, groupe A
- Forfait

Pour les significations des abréviations, voir statistiques du hockey sur glace.
| Clt   | Équipe           | PJ | V | VP | D | DP | BP | BC | Diff | Pts |
| ----- | ---------------- | -- | - | -- | - | -- | -- | -- | ---- | --- |
| +001, | Islande          | 4  | 4 | 0  | 0 | 0  | 25 | 7  | +18  | 12  |
| +002, | Géorgie          | 4  | 3 | 0  | 1 | 0  | 21 | 11 | +10  | 9   |
| +003, | Belgique         | 4  | 2 | 0  | 2 | 0  | 22 | 8  | +14  | 6   |
| +004, | Bulgarie         | 4  | 1 | 0  | 3 | 0  | 11 | 33 | -22  | 3   |
| +005, | Mexique          | 4  | 0 | 0  | 4 | 0  | 4  | 24 | -20  | 0   |
|       | Nouvelle-Zélande | 0  | 0 | 0  | 0 | 0  | 0  | 0  | 0    | 0   |

| 18 avril | Bulgarie | 2  | 10 | Islande  |
| 18 avril | Belgique | 3  | 4  | Géorgie  |
| 19 avril | Mexique  | 2  | 6  | Bulgarie |
| 20 avril | Islande  | 5  | 2  | Géorgie  |
| 20 avril | Mexique  | 1  | 6  | Belgique |
| 21 avril | Bulgarie | 0  | 11 | Belgique |
| 22 avril | Géorgie  | 10 | 3  | Bulgarie |
| 22 avril | Islande  | 7  | 1  | Mexique  |
| 23 avril | Géorgie  | 5  | 0  | Mexique  |
| 23 avril | Belgique | 2  | 3  | Islande  |

### Division III

#### Groupe A
La compétition se déroule du 3 au 8 avril à Kockelscheuer au Luxembourg.
La Corée du Nord déclare forfait en raison de la pandémie de Covid-19 et des restrictions de voyage qui en découlent.
Légende :
- Promu en Division II, groupe B
- Forfait
- P : Prolongations

Pour les significations des abréviations, voir statistiques du hockey sur glace.
| Clt   | Équipe              | PJ | V | VP | D | DP | BP | BC | Diff | Pts |
| ----- | ------------------- | -- | - | -- | - | -- | -- | -- | ---- | --- |
| +001, | Émirats arabes unis | 4  | 4 | 0  | 0 | 0  | 41 | 11 | +30  | 12  |
| +002, | Turquie             | 4  | 3 | 0  | 1 | 0  | 23 | 22 | +1   | 9   |
| +003, | Turkménistan        | 4  | 1 | 0  | 2 | 1  | 17 | 23 | -6   | 4   |
| +004, | Taipei chinois      | 4  | 1 | 0  | 3 | 0  | 11 | 23 | -12  | 3   |
| +005, | Luxembourg          | 4  | 0 | 1  | 3 | 0  | 11 | 24 | -13  | 2   |
|       | Corée du Nord       | 0  | 0 | 0  | 0 | 0  | 0  | 0  | 0    | 0   |

| 3 avril | Émirats arabes unis | 10 | 4   | Turkménistan        |
| 3 avril | Turquie             | 7  | 2   | Luxembourg          |
| 4 avril | Taipei chinois      | 2  | 10  | Émirats arabes unis |
| 5 avril | Taipei chinois      | 2  | 6   | Turquie             |
| 5 avril | Turkménistan        | 4  | 5 P | Luxembourg          |
| 6 avril | Émirats arabes unis | 13 | 4   | Turquie             |
| 7 avril | Turkménistan        | 4  | 2   | Taipei chinois      |
| 7 avril | Luxembourg          | 1  | 8   | Émirats arabes unis |
| 8 avril | Turquie             | 6  | 5   | Turkménistan        |
| 8 avril | Luxembourg          | 3  | 5   | Taipei chinois      |

#### Groupe B
La compétition se déroule du 13 au 18 mars au Cap en Afrique du Sud.
Hong Kong déclare forfait en raison de la pandémie de Covid-19.
Légende :
- Promu en Division III, groupe A
- Forfait
- F : Tirs de fusillade

Pour les significations des abréviations, voir statistiques du hockey sur glace.
| Clt   | Équipe             | PJ | V | VP | D | DP | BP | BC | Diff | Pts |
| ----- | ------------------ | -- | - | -- | - | -- | -- | -- | ---- | --- |
| +001, | Afrique du Sud     | 4  | 3 | 0  | 0 | 1  | 24 | 13 | +11  | 10  |
| +002, | Thaïlande          | 4  | 2 | 1  | 1 | 0  | 20 | 17 | +3   | 8   |
| +003, | Bosnie-Herzégovine | 4  | 0 | 0  | 4 | 0  | 12 | 26 | -14  | 0   |
|       | Hong Kong          | 0  | 0 | 0  | 0 | 0  | 0  | 0  | 0    | 0   |

| 13 mars | Afrique du Sud        | 8   | 3 | Bosnie-et-Herzégovine |
| 14 mars | Bosnie-et-Herzégovine | 4   | 8 | Thaïlande             |
| 15 mars | Afrique du Sud        | 5   | 2 | Thaïlande             |
| 16 mars | Bosnie-et-Herzégovine | 2   | 6 | Afrique du Sud        |
| 17 mars | Thaïlande             | 4   | 3 | Bosnie-et-Herzégovine |
| 18 mars | Thaïlande             | 6 F | 5 | Afrique du Sud        |

### Division IV
La compétition se déroule du 3 au 8 mars à Bichkek au Kirghizistan.
Les Philippines déclarent forfait en raison de la pandémie de Covid-19, étant dans l'impossibilité de s'entraîner à cause de la fermeture des patinoires.
Légende :
- Promu en Division III, groupe B
- Forfait

Pour les significations des abréviations, voir statistiques du hockey sur glace.
| Clt   | Équipe       | PJ | V | VP | D | DP | BP | BC | Diff | Pts |
| ----- | ------------ | -- | - | -- | - | -- | -- | -- | ---- | --- |
| +001, | Kirghizistan | 4  | 4 | 0  | 0 | 0  | 64 | 2  | +62  | 12  |
| +002, | Iran         | 4  | 3 | 0  | 1 | 0  | 22 | 20 | +2   | 9   |
| +003, | Singapour    | 4  | 2 | 0  | 2 | 0  | 14 | 22 | -8   | 6   |
| +004, | Malaisie     | 4  | 1 | 0  | 3 | 0  | 11 | 39 | -28  | 3   |
| +005, | Koweït       | 4  | 0 | 0  | 4 | 0  | 4  | 32 | -28  | 0   |
| -     | Philippines  | 0  | 0 | 0  | 0 | 0  | 0  | 0  | 0    | 0   |

| 3 mars | Koweït       | 2  | 5  | Malaisie     |
| 3 mars | Iran         | 1  | 13 | Kirghizistan |
| 4 mars | Singapour    | 2  | 5  | Iran         |
| 5 mars | Singapour    | 4  | 0  | Koweït       |
| 5 mars | Kirghizistan | 22 | 1  | Malaisie     |
| 6 mars | Iran         | 9  | 2  | Koweït       |
| 7 mars | Malaisie     | 3  | 7  | Iran         |
| 7 mars | Kirghizistan | 15 | 0  | Singapour    |
| 8 mars | Malaisie     | 2  | 8  | Singapour    |
| 8 mars | Koweït       | 0  | 14 | Kirghizistan |

### Feuilles de matchs (Division élite)
1. ↑  (en) « FRA - SVK : 2-4 » [PDF], sur stats.iihf.com, 13 mai 2022 (consulté le 13 mai 2022)
2. ↑  (en) « GER - CAN : 3-5 » [PDF], sur stats.iihf.com, 13 mai 2022 (consulté le 13 mai 2022)
3. ↑  (en) « DEN - KAZ : 9-1 » [PDF], sur stats.iihf.com, 14 mai 2022 (consulté le 14 mai 2022)
4. ↑  (en) « SUI - ITA : 5-2 » [PDF], sur stats.iihf.com, 14 mai 2022 (consulté le 15 mai 2022)
5. ↑  (en) « SVK - GER : 1-2 » [PDF], sur stats.iihf.com, 14 mai 2022 (consulté le 15 mai 2022)
6. ↑  (en) « ITA - CAN : 1-6 » [PDF], sur stats.iihf.com, 15 mai 2022 (consulté le 15 mai 2022)
7. ↑  (en) « FRA - KAZ : 2-1 » [PDF], sur stats.iihf.com, 15 mai 2022 (consulté le 15 mai 2022)
8. ↑  (en) « DEN - SUI : 0-6 » [PDF], sur stats.iihf.com, 15 mai 2022 (consulté le 16 mai 2022)
9. ↑  (en) « SVK - CAN : 1-5 » [PDF], sur stats.iihf.com, 16 mai 2022 (consulté le 17 mai 2022)
10. ↑  (en) « FRA - GER : 2-3 » [PDF], sur stats.iihf.com, mai 2022 (consulté en mai 2022)
11. ↑  (en) « ITA - DEN : 1-2 » [PDF], sur stats.iihf.com, 17 mai 2022 (consulté le 17 mai 2022)
12. ↑  (en) « SUI - KAZ : 3-2 » [PDF], sur stats.iihf.com, 17 mai 2022 (consulté le 18 mai 2022)
13. ↑  (en) « FRA - ITA : 2-1 » [PDF], sur stats.iihf.com, 18 mai 2022 (consulté le 18 mai 2022)
14. ↑  (en) « SUI - SVK : 5-3 » [PDF], sur stats.iihf.com, 18 mai 2022 (consulté le 18 mai 2022)
15. ↑  (en) « GER - DEN : 1-0 » [PDF], sur stats.iihf.com, 19 mai 2022 (consulté le 20 mai 2022)
16. ↑  (en) « CAN - KAZ : 6-3 » [PDF], sur stats.iihf.com, 19 mai 2022 (consulté le 20 mai 2022)
17. ↑  (en) « GER - ITA : 9-4 » [PDF], sur stats.iihf.com, 20 mai 2022 (consulté le 21 mai 2022)
18. ↑  (en) « KAZ - SVK : 3-4 » [PDF], sur stats.iihf.com, 20 mai 2022 (consulté le 21 mai 2022)
19. ↑  (en) « DEN - FRA : 3-0 » [PDF], sur stats.iihf.com, 21 mai 2022 (consulté le 21 mai 2022)
20. ↑  (en) « CAN - SUI : 3-6 » [PDF], sur stats.iihf.com, 21 mai 2022 (consulté le 21 mai 2022)
21. ↑  (en) « ITA - SVK : 1-3 » [PDF], sur stats.iihf.com, 21 mai 2022 (consulté le 21 mai 2022)
22. ↑  (en) « KAZ - GER : 4-5 » [PDF], sur stats.iihf.com, 22 mai 2022 (consulté le 23 mai 2022)
23. ↑  (en) « SUI - FRA : 5-2 » [PDF], sur stats.iihf.com, 22 mai 2022 (consulté le 23 mai 2022)
24. ↑  (en) « KAZ - ITA : 5-2 » [PDF], sur stats.iihf.com, 23 mai 2022 (consulté le 23 mai 2022)
25. ↑  (en) « CAN - DEN : 2-3 » [PDF], sur stats.iihf.com, 23 mai 2022 (consulté le 24 mai 2022)
26. ↑  (en) « GER - SUI : 3-4 » [PDF], sur stats.iihf.com, 24 mai 2022 (consulté le 24 mai 2022)
27. ↑  (en) « SVK - DEN : 7-1 » [PDF], sur stats.iihf.com, 24 mai 2022 (consulté le 24 mai 2022)
28. ↑  (en) « CAN - FRA : 7-1 » [PDF], sur stats.iihf.com, 24 mai 2022 (consulté le 24 mai 2022)
29. ↑  (en) « USA - LAT : 4-1 » [PDF], sur stats.iihf.com, 13 mai 2022 (consulté le 13 mai 2022)
30. ↑  (en) « FIN - NOR : 5-0 » [PDF], sur stats.iihf.com, 13 mai 2022 (consulté le 13 mai 2022)
31. ↑  (en) « SWE - AUT : 3-1 » [PDF], sur stats.iihf.com, 14 mai 2022 (consulté le 15 mai 2022)
32. ↑  (en) « CZE - GBR : 5-1 » [PDF], sur stats.iihf.com, 14 mai 2022 (consulté le 15 mai 2022)
33. ↑  (en) « LAT - FIN : 1-2 » [PDF], sur stats.iihf.com, 14 mai 2022 (consulté le 15 mai 2022)
34. ↑  (en) « NOR - GBR : 4-3 » [PDF], sur stats.iihf.com, 15 mai 2022 (consulté le 15 mai 2022)
35. ↑  (en) « AUT - USA : 2-3 » [PDF], sur stats.iihf.com, 15 mai 2022 (consulté le 16 mai 2022)
36. ↑  (en) « CZE - SWE : 3-5 » [PDF], sur stats.iihf.com, 15 mai 2022 (consulté le 16 mai 2022)
37. ↑  (en) « LAT - NOR : 3-2 » [PDF], sur stats.iihf.com, 16 mai 2022 (consulté le 17 mai 2022)
38. ↑  (en) « FIN - USA : 4-1 » [PDF], sur stats.iihf.com, 16 mai 2022 (consulté le 17 mai 2022)
39. ↑  (en) « CZE - AUT : 1-2 » [PDF], sur stats.iihf.com, 17 mai 2022 (consulté le 17 mai 2022)
40. ↑  (en) « SWE - GBR : 6-0 » [PDF], sur stats.iihf.com, 17 mai 2022 (consulté le 18 mai 2022)
41. ↑  (en) « NOR - AUT : 5-3 » [PDF], sur stats.iihf.com, 18 mai 2022 (consulté le 18 mai 2022)
42. ↑  (en) « FIN - SWE : 2-3 » [PDF], sur stats.iihf.com, 18 mai 2022 (consulté le 18 mai 2022)
43. ↑  (en) « GBR - USA : 0-3 » [PDF], sur stats.iihf.com, 19 mai 2022 (consulté le 19 mai 2022)
44. ↑  (en) « CZE - LAT : 5-1 » [PDF], sur stats.iihf.com, 19 mai 2022 (consulté le 20 mai 2022)
45. ↑  (en) « GBR - FIN : 0-6 » [PDF], sur stats.iihf.com, 20 mai 2022 (consulté le 21 mai 2022)
46. ↑  (en) « LAT - AUT : 4-3 » [PDF], sur stats.iihf.com, 20 mai 2022 (consulté le 21 mai 2022)
47. ↑  (en) « USA - SWE : 3-2 » [PDF], sur stats.iihf.com, 21 mai 2022 (consulté le 21 mai 2022)
48. ↑  (en) « AUT - FIN : 0-3 » [PDF], sur stats.iihf.com, 21 mai 2022 (consulté le 21 mai 2022)
49. ↑  (en) « NOR - CZE : 1-4 » [PDF], sur stats.iihf.com, 21 mai 2022 (consulté le 21 mai 2022)
50. ↑  (en) « GBR - LAT : 3-4 » [PDF], sur stats.iihf.com, 22 mai 2022 (consulté le 23 mai 2022)
51. ↑  (en) « SWE - NOR : 7-1 » [PDF], sur stats.iihf.com, 22 mai 2022 (consulté le 26 mai 2022)
52. ↑  (en) « USA : CZE : 0-1 » [PDF], sur stats.iihf.com, 23 mai 2022 (consulté le 23 mai 2022)
53. ↑  (en) « AUT - GBR : 5-3 » [PDF], sur stats.iihf.com, 23 mai 2022 (consulté le 24 mai 2022)
54. ↑  (en) « SWE - LAT : 1-0 » [PDF], sur stats.iihf.com, 24 mai 2022 (consulté le 24 mai 2022)
55. ↑  (en) « USA - NOR : 4-2 » [PDF], sur stats.iihf.com, 24 mai 2022 (consulté le 24 mai 2022)
56. ↑  (en) « FIN - CZE :3-0 » [PDF], sur stats.iihf.com, 24 mai 2022 (consulté le 24 mai 2022)
57. ↑  (en) « GER - CZE : 1-4 » [PDF], sur stats.iihf.com, 26 mai 2022 (consulté le 27 mai 2022)
58. ↑  (en) « SWE - CAN : 3-4 » [PDF], sur stats.iihf.com, 26 mai 2022 (consulté le 27 mai 2022)
59. ↑  (en) « SUI - USA : 0-3 » [PDF], sur stats.iihf.com, 26 mai 2022 (consulté le 27 mai 2022)
60. ↑  (en) « FIN - SVK : 4-2 » [PDF], sur stats.iihf.com, 26 mai 2022 (consulté le 27 mai 2022)
61. ↑  (en) « FIN - USA : 4-3 » [PDF], sur stats.iihf.com, 28 mai 2022 (consulté le 29 mai 2022)
62. ↑  (en) « CAN - CZE : 6-1 » [PDF], sur stats.iihf.com, 28 mai 2022 (consulté le 29 mai 2022)
63. ↑  (en) « CZE - USA : 8-4 » [PDF], sur stats.iihf.com, 29 mai 2022 (consulté le 29 mai 2022)
64. ↑  (en) « FIN - CAN : 4-3 » [PDF], sur stats.iihf.com, 29 mai 2022 (consulté en mai 2022)